# Liste des matchs de l'équipe de Trinité-et-Tobago de football par adversaire
Cette liste présente les matchs de l'équipe de Trinité-et-Tobago de football par adversaire rencontré.
- Haut – A
- B
- C
- D
- E
- F
- G
- H
- I
- J
- K
- L
- M
- N
- O
- P
- Q
- R
- S
- T
- U
- V
- W
- X
- Y
- Z

## A

### Afrique du Sud
Confrontations entre Trinité-et-Tobago et l'Afrique du Sud :
|   | Date         | Lieu           | Match                              | Score | Compétition  |
| - | ------------ | -------------- | ---------------------------------- | ----- | ------------ |
| 1 | 6 mai 1999   | Port-d'Espagne | Trinité-et-Tobago - Afrique du Sud | 2-0   | Match amical |
| 2 | 14 juin 2003 | Port Elizabeth | Afrique du Sud - Trinité-et-Tobago | 2-1   | Match amical |

#### Bilan
Au 4 septembre 2018 :
- Total de matchs disputés : 2
- Victoires de l'Afrique du Sud : 1
- Matchs nuls : 0
- Victoires de Trinité-et-Tobago : 1
- Total de buts marqués par l'Afrique du Sud : 2
- Total de buts marqués par Trinité-et-Tobago : 3

### Angleterre
Confrontations entre Trinité-et-Tobago et l'Angleterre en matchs officiels :
|   | Date          | Lieu           | Match                          | Score | Compétition                 |
| - | ------------- | -------------- | ------------------------------ | ----- | --------------------------- |
| 1 | 15 juin 2006  | Nuremberg      | Angleterre - Trinité-et-Tobago | 2-0   | Coupe du monde 2006 (gr. B) |
| 2 | 1er juin 2008 | Port-d'Espagne | Trinité-et-Tobago - Angleterre | 0-3   | Match amical                |

#### Bilan
Au 4 septembre 2018 :
- Total de matchs disputés : 2
- Victoires de l'Angleterre : 2
- Matchs nuls : 0
- Victoires de Trinité-et-Tobago : 0
- Total de buts marqués par l'Angleterre : 5
- Total de buts marqués par Trinité-et-Tobago : 0

### Anguilla

#### Confrontations
Confrontations entre Trinité-et-Tobago et Anguilla en matchs officiels :
|   | Date             | Lieu       | Match                        | Score | Compétition                                              |
| - | ---------------- | ---------- | ---------------------------- | ----- | -------------------------------------------------------- |
| 1 | 14 octobre 2012  | Basseterre | Anguilla - Trinité-et-Tobago | 0-10  | Qualifications pour la Coupe caribéenne des nations 2012 |
| 2 | 10 novembre 2019 | Couva      | Trinité-et-Tobago - Anguilla | 15-0  | Match amical                                             |

#### Bilan
Au 20 novembre 2019 :
- Total de matchs disputés : 1
- Victoires d'Anguilla : 0
- Matchs nuls : 0
- Victoires de Trinité-et-Tobago : 1
- Total de buts marqués par Anguilla : 0
- Total de buts marqués par Trinité-et-Tobago : 25

### Antigua-et-Barbuda

#### Confrontations
Confrontations entre Trinité-et-Tobago et Antigua-et-Barbuda,,:
|    | Date              | Lieu           | Match                                  | Score | Compétition                                                              |
| -- | ----------------- | -------------- | -------------------------------------- | ----- | ------------------------------------------------------------------------ |
| 1  | 10 novembre 1972  | Port-d'Espagne | Trinité-et-Tobago - Antigua-et-Barbuda | 11-1  | Coupe des nations de la CONCACAF 1973 (tour préliminaire)                |
| 2  | 19 novembre 1972  | Saint John's   | Antigua-et-Barbuda - Trinité-et-Tobago | 1-2   | Coupe des nations de la CONCACAF 1973 (tour préliminaire)                |
| 3  | 23 octobre 1978   | Port-d'Espagne | Trinité-et-Tobago - Antigua-et-Barbuda | 3-1   | Coupe caribéenne des nations 1978 (tour final)                           |
| 4  | 27 juillet 1983   | Cayenne        | Antigua-et-Barbuda - Trinité-et-Tobago | 1-2   | Coupe caribéenne des nations 1983 (tour final)                           |
| 5  | 7 juillet 1988    | Martinique     | Antigua-et-Barbuda - Trinité-et-Tobago | 1-1   | Coupe caribéenne des nations 1988 (tour final)                           |
| 6  | 17 juin 1992      | Port-d'Espagne | Trinité-et-Tobago - Antigua-et-Barbuda | 7-0   | Coupe caribéenne des nations 1992 (gr. A)                                |
| 7  | 22 juillet 1998   | Port-d'Espagne | Trinité-et-Tobago - Antigua-et-Barbuda | 3-2   | Coupe caribéenne des nations 1998 (gr. A)                                |
| 8  | 26 mars 2003      | Port-d'Espagne | Trinité-et-Tobago - Antigua-et-Barbuda | 2-0   | Gold Cup 2003 (tournoi qualificatif Caraïbes) (tour final)               |
| 9  | 12 janvier 2005   | Saint John's   | Antigua-et-Barbuda - Trinité-et-Tobago | 2-1   | Match amical                                                             |
| 10 | 5 novembre 2008   | Tunapuna       | Trinité-et-Tobago - Antigua-et-Barbuda | 3-2   | Qualifications pour la Coupe caribéenne des nations 2008 (deuxième tour) |
| 11 | 21 juillet 2010   | Tunapuna       | Trinité-et-Tobago - Antigua-et-Barbuda | 4-1   | Match amical                                                             |
| 12 | 19 septembre 2010 | Saint John's   | Antigua-et-Barbuda - Trinité-et-Tobago | 0-1   | Match amical                                                             |
| 13 | 29 février 2012   | Saint John's   | Antigua-et-Barbuda - Trinité-et-Tobago | 0-4   | Match amical                                                             |
| 14 | 9 décembre 2012   | Saint John's   | Antigua-et-Barbuda - Trinité-et-Tobago | 2-0   | Coupe caribéenne des nations 2012 (gr. A)                                |
| 15 | 12 octobre 2014   | Couva          | Trinité-et-Tobago - Antigua-et-Barbuda | 1-0   | Éliminatoires de la Coupe caribéenne des nations 2014 (2e tour)          |

#### Bilan
Au 4 septembre 2018 :
- Total de matchs disputés : 15
- Victoires d'Antigua-et-Barbuda : 2
- Matchs nuls : 1
- Victoires de Trinité-et-Tobago : 12
- Total de buts marqués par Antigua-et-Barbuda : 14
- Total de buts marqués par Trinité-et-Tobago : 45

### Arabie saoudite

#### Confrontations
Confrontations entre l'Arabie saoudite et Trinité-et-Tobago en matchs officiels :
|   | Date             | Lieu   | Match                               | Score | Compétition  |
| - | ---------------- | ------ | ----------------------------------- | ----- | ------------ |
| 1 | 4 juin 1994      | Pomona | Trinité-et-Tobago - Arabie saoudite | 2-3   | Match amical |
| 2 | 26 octobre 1994  | Riyad  | Arabie saoudite - Trinité-et-Tobago | 1-0   | Match amical |
| 3 | 9 mai 1998       | Cannes | Arabie saoudite - Trinité-et-Tobago | 2-1   | Match amical |
| 4 | 9 septembre 2013 | Riyad  | Arabie saoudite - Trinité-et-Tobago | 1-3   | Match amical |

#### Bilan
Au 4 septembre 2018 :
- Total de matchs disputés : 4
- Victoires de l'Arabie saoudite : 3
- Matchs nuls : 0
- Victoires de Trinité-et-Tobago : 1
- Total de buts marqués par l'Arabie saoudite : 7
- Total de buts marqués par Trinité-et-Tobago : 6

### Argentine

#### Confrontations
Confrontations entre l'Argentine et Trinité-et-Tobago en matchs officiels :
|   | Date        | Lieu     | Match                         | Score | Compétition  |
| - | ----------- | -------- | ----------------------------- | ----- | ------------ |
| 1 | 4 juin 2014 | La Plata | Argentine - Trinité-et-Tobago | 3-0   | Match amical |

#### Bilan
Au 4 septembre 2018 :
- Total de matchs disputés : 1
- Victoires de l'Argentine : 1
- Matchs nuls : 0
- Victoires de Trinité-et-Tobago : 0
- Total de buts marqués par l'Argentine : 3
- Total de buts marqués par Trinité-et-Tobago : 0

### Aruba

#### Confrontations
Confrontations entre Aruba et Trinité-et-Tobago en matchs officiels, :
|   | Date          | Lieu       | Match                     | Score | Compétition                                        |
| - | ------------- | ---------- | ------------------------- | ----- | -------------------------------------------------- |
| 1 | 31 mars 1989  | Willemstad | Aruba - Trinité-et-Tobago | 0-7   | Match amical                                       |
| 2 | 23 avril 1989 | Arima      | Trinité-et-Tobago - Aruba | 11-0  | Coupe caribéenne des nations 1989 (qualifications) |

#### Bilan
Au 4 septembre 2018 :
- Total de matchs disputés : 2
- Victoires d'Aruba : 0
- Matchs nuls : 0
- Victoires de Trinité-et-Tobago : 2
- Total de buts marqués par Aruba : 0
- Total de buts marqués par Trinité-et-Tobago : 18

### Autriche

#### Confrontations
Confrontations entre l'Autriche et Trinité-et-Tobago en matchs officiels :
|   | Date             | Lieu   | Match                        | Score | Compétition  |
| - | ---------------- | ------ | ---------------------------- | ----- | ------------ |
| 1 | 15 novembre 2006 | Vienne | Autriche - Trinité-et-Tobago | 4-1   | Match amical |

#### Bilan
Au 4 septembre 2018 :
- Total de matchs disputés : 1
- Victoires de l'Autriche : 1
- Matchs nuls : 0
- Victoires de Trinité-et-Tobago : 0
- Total de buts marqués par l'Autriche : 4
- Total de buts marqués par Trinité-et-Tobago : 1

### Azerbaïdjan

#### Confrontations
Confrontations entre l'Azerbaïdjan et Trinité-et-Tobago en matchs officiels :
|   | Date            | Lieu           | Match                           | Score | Compétition  |
| - | --------------- | -------------- | ------------------------------- | ----- | ------------ |
| 1 | 21 janvier 2005 | Port-d'Espagne | Trinité-et-Tobago - Azerbaïdjan | 1-0   | Match amical |
| 2 | 23 janvier 2005 | San Fernando   | Trinité-et-Tobago - Azerbaïdjan | 1-0   | Match amical |

#### Bilan
Au 4 septembre 2018 :
- Total de matchs disputés : 2
- Victoires de l'Azerbaïdjan : 0
- Matchs nuls : 0
- Victoires de Trinité-et-Tobago : 2
- Total de buts marqués par l'Azerbaïdjan : 0
- Total de buts marqués par Trinité-et-Tobago : 3

## B

### Bahreïn

#### Confrontations
Confrontations entre Bahreïn et Trinité-et-Tobago en matchs officiels :
|   | Date             | Lieu           | Match                       | Score | Compétition  |
| - | ---------------- | -------------- | --------------------------- | ----- | ------------ |
| 1 | 12 novembre 2005 | Port-d'Espagne | Trinité-et-Tobago - Bahreïn | 1-1   | Match amical |
| 2 | 16 novembre 2005 | Riffa          | Bahreïn - Trinité-et-Tobago | 0-1   | Match amical |

#### Bilan
Au 4 septembre 2018 :
- Total de matchs disputés : 2
- Victoires de Bahreïn : 0
- Matchs nuls : 1
- Victoires de Trinité-et-Tobago : 1
- Total de buts marqués par Bahreïn : 1
- Total de buts marqués par Trinité-et-Tobago : 2

### Barbade

#### Confrontations
Confrontations entre la Barbade et Trinité-et-Tobago en matchs officiels, :
|    | Date              | Lieu           | Match                       | Score | Compétition                                                             |
| -- | ----------------- | -------------- | --------------------------- | ----- | ----------------------------------------------------------------------- |
| 1  | 20 avril 1929     |                | Barbade - Trinité-et-Tobago | 3-0   | Match amical                                                            |
| 2  | 22 avril 1929     |                | Barbade - Trinité-et-Tobago | 2-0   | Match amical                                                            |
| 3  | 24 avril 1929     |                | Barbade - Trinité-et-Tobago | 2-1   | Match amical                                                            |
| 4  | 6 mars 1931       | Georgetown     | Barbade - Trinité-et-Tobago | 1-5   | Match amical                                                            |
| 5  | 9 mars 1931       | Georgetown     | Barbade - Trinité-et-Tobago | 1-7   | Match amical                                                            |
| 6  | 17 avril 1932     | Bridgetown     | Barbade - Trinité-et-Tobago | 1-0   | Match amical                                                            |
| 7  | 26 avril 1932     | Bridgetown     | Barbade - Trinité-et-Tobago | 1-3   | Match amical                                                            |
| 8  | 23 octobre 1933   | Port-d'Espagne | Trinité-et-Tobago - Barbade | 8-4   | Match amical                                                            |
| 9  | 30 octobre 1933   | Port-d'Espagne | Trinité-et-Tobago - Barbade | 3-1   | Match amical                                                            |
| 10 | 5 novembre 1933   | Port-d'Espagne | Trinité-et-Tobago - Barbade | 6-0   | Match amical                                                            |
| 11 | 11 avril 1942     |                | Barbade - Trinité-et-Tobago | 3-3   | Match amical                                                            |
| 12 | 1944              | Bridgetown     | Barbade - Trinité-et-Tobago | 1-1   | Match amical                                                            |
| 13 | 1944              | Bridgetown     | Barbade - Trinité-et-Tobago | 1-1   | Match amical                                                            |
| 14 | 1944              | Port-d'Espagne | Trinité-et-Tobago - Barbade | 5-0   | Match amical                                                            |
| 15 | 1944              | Bridgetown     | Barbade - Trinité-et-Tobago | 1-4   | Match amical                                                            |
| 16 | 5 octobre 1944    | Port-d'Espagne | Trinité-et-Tobago - Barbade | 3-0   | Match amical                                                            |
| 17 | 10 octobre 1944   | Port-d'Espagne | Trinité-et-Tobago - Barbade | 6-1   | Match amical                                                            |
| 18 | 2 mars 1959       | Port-d'Espagne | Trinité-et-Tobago - Barbade | 2-0   | Match amical                                                            |
| 19 | 15 août 1976      | Bridgetown     | Barbade - Trinité-et-Tobago | 2-1   | Coupe des nations de la CONCACAF 1977 (qualifications)                  |
| 20 | 31 août 1976      | Port-d'Espagne | Trinité-et-Tobago - Barbade | 1-0   | Coupe des nations de la CONCACAF 1977 (qualifications)                  |
| 21 | 14 septembre 1976 | Bridgetown     | Barbade - Trinité-et-Tobago | 1-3   | Coupe des nations de la CONCACAF 1977 (qualifications)                  |
| 22 | mars 1979         | Bridgetown     | Barbade - Trinité-et-Tobago | 2-2   | Match amical                                                            |
| 23 | 5 juillet 1981    | Bridgetown     | Barbade - Trinité-et-Tobago | 1-1   | Coupe caribéenne des nations 1981 (qualifications)                      |
| 24 | 17 juillet 1981   | Port-d'Espagne | Trinité-et-Tobago - Barbade | 1-1   | Coupe caribéenne des nations 1981 (qualifications)                      |
| 25 | 4 novembre 1981   | Arima          | Trinité-et-Tobago - Barbade | 2-1   | Match amical                                                            |
| 26 | 6 novembre 1981   | Port-d'Espagne | Trinité-et-Tobago - Barbade | 0-0   | Match amical                                                            |
| 27 | 29 novembre 1987  | Bridgetown     | Barbade - Trinité-et-Tobago | 0-4   | Coupe caribéenne des nations 1989 (qualifications)                      |
| 28 | 6 décembre 1987   | Port-d'Espagne | Trinité-et-Tobago - Barbade | 5-1   | Coupe caribéenne des nations 1989 (qualifications)                      |
| 29 | 5 juillet 1989    | Bridgetown     | Barbade - Trinité-et-Tobago | 0-3   | Coupe caribéenne des nations 1989 (gr. A)                               |
| 30 | 19 avril 1992     | Bridgetown     | Barbade - Trinité-et-Tobago | 1-2   | Éliminatoires de la Coupe du monde 1994 (zone CONCACAF - préliminaires) |
| 31 | 31 mai 1992       | Port-d'Espagne | Trinité-et-Tobago - Barbade | 3-0   | Éliminatoires de la Coupe du monde 1994 (zone CONCACAF - préliminaires) |
| 32 | 9 avril 1994      | Port-d'Espagne | Trinité-et-Tobago - Barbade | 2-0   | Coupe caribéenne des nations 1994 (gr. A)                               |
| 33 | 13 juin 1996      | Bridgetown     | Barbade - Trinité-et-Tobago | 0-4   | Match amical                                                            |
| 34 | 4 avril 1997      | Palo Seco      | Trinité-et-Tobago - Barbade | 0-1   | Match amical                                                            |
| 35 | 2 juillet 1997    | Bridgetown     | Barbade - Trinité-et-Tobago | 1-1   | Match amical                                                            |
| 36 | 5 janvier 1998    | Bridgetown     | Barbade - Trinité-et-Tobago | 0-1   | Match amical                                                            |
| 37 | 29 juin 2000      | Bridgetown     | Barbade - Trinité-et-Tobago | 0-0   | Match amical                                                            |
| 38 | 15 mai 2001       | Arima          | Trinité-et-Tobago - Barbade | 5-0   | Coupe caribéenne des nations 2001 (gr. 1)                               |
| 39 | 25 juillet 2002   | Basseterre     | Trinité-et-Tobago - Barbade | 0-0   | Match amical                                                            |
| 40 | 24 février 2005   | Bridgetown     | Barbade - Trinité-et-Tobago | 2-3   | Coupe caribéenne des nations 2005 (tour final)                          |
| 41 | 12 janvier 2007   | Port-d'Espagne | Trinité-et-Tobago - Barbade | 1-1   | Coupe caribéenne des nations 2007 (gr. Sedley Joseph)                   |
| 42 | 11 mai 2008       | Tunapuna       | Trinité-et-Tobago - Barbade | 3-0   | Match amical                                                            |
| 43 | 5 décembre 2008   | Montego Bay    | Barbade - Trinité-et-Tobago | 1-2   | Coupe caribéenne des nations 2008 (phase finale - gr. J)                |
| 44 | 6 septembre 2011  | Bridgetown     | Barbade - Trinité-et-Tobago | 0-2   | Éliminatoires de la Coupe du monde 2014 (zone CONCACAF, 2e tour)        |
| 45 | 11 octobre 2011   | Port-d'Espagne | Trinité-et-Tobago - Barbade | 4-0   | Éliminatoires de la Coupe du monde 2014 (zone CONCACAF, 2e tour)        |
| 46 | 10 mars 2017      | Couva          | Trinité-et-Tobago - Barbade | 2-0   | Match amical                                                            |

#### Bilan
Au 4 septembre 2018 :
- Total de matchs disputés : 46
- Victoires de la Barbade : 6
- Matchs nuls : 11
- Victoires de Trinité-et-Tobago : 29
- Total de buts marqués par la Barbade : 39
- Total de buts marqués par Trinité-et-Tobago : 116

### Belize

#### Confrontations
Confrontations entre le Belize et Trinité-et-Tobago en matchs officiels :
|   | Date              | Lieu     | Match                      | Score | Compétition  |
| - | ----------------- | -------- | -------------------------- | ----- | ------------ |
| 1 | 10 septembre 2010 | Belmopan | Belize - Trinité-et-Tobago | 0-0   | Match amical |
| 2 | 23 mars 2013      | Belmopan | Belize - Trinité-et-Tobago | 0-0   | Match amical |

#### Bilan
Au 4 septembre 2018 :
- Total de matchs disputés : 2
- Victoires du Belize : 0
- Matchs nuls : 2
- Victoires de Trinité-et-Tobago : 0
- Total de buts marqués par le Belize : 0
- Total de buts marqués par Trinité-et-Tobago : 0

### Bermudes

#### Confrontations
Confrontations entre Trinité-et-Tobago et les Bermudes en matchs officiels, :
|    | Date             | Lieu           | Match                        | Score | Compétition                                                       |
| -- | ---------------- | -------------- | ---------------------------- | ----- | ----------------------------------------------------------------- |
| 1  | 8 mai 1982       | Arima          | Trinité-et-Tobago - Bermudes | 2-2   | Match amical                                                      |
| 2  | 12 mai 1982      | Port-d'Espagne | Trinité-et-Tobago - Bermudes | 4-2   | Match amical                                                      |
| 3  | 26 décembre 1982 | Hamilton       | Bermudes - Trinité-et-Tobago | 2-2   | Match amical                                                      |
| 4  | 30 décembre 1982 | Hamilton       | Bermudes - Trinité-et-Tobago | 2-2   | Match amical                                                      |
| 5  | 16 avril 1989    | Port-d'Espagne | Trinité-et-Tobago - Bermudes | 1-1   | Match amical                                                      |
| 6  | 18 avril 1989    | Arima          | Trinité-et-Tobago - Bermudes | 0-1   | Match amical                                                      |
| 7  | 23 juin 2001     | Hamilton       | Bermudes - Trinité-et-Tobago | 0-5   | Match amical                                                      |
| 8  | 10 février 2004  | Hamilton       | Bermudes - Trinité-et-Tobago | 0-1   | Match amical                                                      |
| 9  | 12 février 2004  | Hamilton       | Bermudes - Trinité-et-Tobago | 2-2   | Match amical                                                      |
| 10 | 25 mai 2005      | Port-d'Espagne | Trinité-et-Tobago - Bermudes | 4-0   | Match amical                                                      |
| 11 | 27 mai 2005      | San Fernando   | Trinité-et-Tobago - Bermudes | 1-0   | Match amical                                                      |
| 12 | 15 juin 2008     | Tunapuna       | Trinité-et-Tobago - Bermudes | 1-2   | Éliminatoires de la Coupe du monde 2010 : zone CONCACAF (2e tour) |
| 13 | 22 juin 2008     | Hamilton       | Bermudes - Trinité-et-Tobago | 0-2   | Éliminatoires de la Coupe du monde 2010 : zone CONCACAF (2e tour) |
| 14 | 2 septembre 2011 | Port-d'Espagne | Trinité-et-Tobago - Bermudes | 1-0   | Éliminatoires de la Coupe du monde 2014 (zone CONCACAF, 2e tour)  |
| 15 | 7 octobre 2011   | Hamilton       | Bermudes - Trinité-et-Tobago | 2-1   | Éliminatoires de la Coupe du monde 2014 (zone CONCACAF, 2e tour)  |

#### Bilan
Au 4 septembre 2018 :
- Total de matchs disputés : 15
- Victoires des Bermudes : 3
- Matchs nuls : 5
- Victoires de Trinité-et-Tobago : 7
- Total de buts marqués par les Bermudes : 16
- Total de buts marqués par Trinité-et-Tobago : 29

### Botswana

#### Confrontations
Confrontations entre le Botswana et Trinité-et-Tobago en matchs officiels :
|   | Date         | Lieu     | Match                        | Score | Compétition  |
| - | ------------ | -------- | ---------------------------- | ----- | ------------ |
| 1 | 10 juin 2003 | Gaborone | Botswana - Trinité-et-Tobago | 0-0   | Match amical |

#### Bilan
Au 4 septembre 2018 :
- Total de matchs disputés : 2
- Victoires du Botswana : 0
- Matchs nuls : 2
- Victoires de Trinité-et-Tobago : 0
- Total de buts marqués par le Botswana : 0
- Total de buts marqués par Trinité-et-Tobago : 0

## C

### Canada

#### Confrontations
Confrontations entre Trinité-et-Tobago et le Canada en matchs officiels :
|    | Date              | Lieu            | Match                      | Score | Compétition                                                       |
| -- | ----------------- | --------------- | -------------------------- | ----- | ----------------------------------------------------------------- |
| 1  | 11 septembre 1977 | Port-d'Espagne  | Trinité-et-Tobago - Canada | 1-1   | Match amical                                                      |
| 2  | 12 octobre 1981   | Port-d'Espagne  | Trinité-et-Tobago - Canada | 2-4   | Match amical                                                      |
| 3  | 10 mars 1985      | Port-d'Espagne  | Trinité-et-Tobago - Canada | 1-2   | Match amical                                                      |
| 4  | 2 octobre 1988    | Port-d'Espagne  | Trinité-et-Tobago - Canada | 1-2   | Match amical                                                      |
| 5  | 3 août 1995       | Toronto         | Canada - Trinité-et-Tobago | 3-1   | Match amical                                                      |
| 6  | 8 janvier 2000    | Port-d'Espagne  | Trinité-et-Tobago - Canada | 0-0   | Match amical                                                      |
| 7  | 24 février 2000   | Los Angeles     | Trinité-et-Tobago - Canada | 0-1   | Gold Cup 2000 (demi-finale)                                       |
| 8  | 27 mai 2000       | Toronto         | Canada - Trinité-et-Tobago | 1-0   | Match amical                                                      |
| 9  | 16 juillet 2000   | Edmonton        | Canada - Trinité-et-Tobago | 0-2   | Éliminatoires de la Coupe du monde 2002 (zone CONCACAF - 2e tour) |
| 10 | 3 septembre 2000  | Port-d'Espagne  | Trinité-et-Tobago - Canada | 4-0   | Éliminatoires de la Coupe du monde 2002 (zone CONCACAF - 2e tour) |
| 11 | 15 août 2012      | Fort Lauderdale | Canada - Trinité-et-Tobago | 2-0   | Match amical                                                      |
| 12 | 10 juin 2019      | Los Angeles     | Trinité-et-Tobago - Canada | 0-2   | Match amical                                                      |

#### Bilan
Au 16 juin 2019 :
- Total de matchs disputés : 12
- Victoires de Trinité-et-Tobago : 2
- Matchs nuls : 2
- Victoires du Canada : 8
- Total de buts marqués par Trinité-et-Tobago : 12
- Total de buts marqués par le Canada : 18

### Chili

#### Confrontations
Confrontations entre Trinité-et-Tobago et le Chili en matchs officiels.
|   | Date       | Lieu    | Match                     | Score | Compétition  |
| - | ---------- | ------- | ------------------------- | ----- | ------------ |
| 1 | 5 mai 2010 | Iquique | Chili - Trinité-et-Tobago | 2-0   | Match amical |

#### Bilan
Au 4 septembre 2018 :
- Total de matchs disputés : 1
- Victoires du Chili : 1
- Matchs nuls : 0
- Victoires de Trinité-et-Tobago : 0
- Total de buts marqués par le Chili : 2
- Total de buts marqués par Trinité-et-Tobago : 0

### Chine

#### Confrontations
Confrontations entre Trinité-et-Tobago et la Chine en matchs officiels.
|   | Date        | Lieu        | Match                     | Score | Compétition  |
| - | ----------- | ----------- | ------------------------- | ----- | ------------ |
| 1 | 5 août 2001 | Shanghai    | Chine - Trinité-et-Tobago | 3-0   | Match amical |
| 2 | 3 juin 2016 | Qinhuangdao | Chine - Trinité-et-Tobago | 4-2   | Match amical |

#### Bilan
Au 4 septembre 2018 :
- Total de matchs disputés : 3
- Victoires de la Chine : 2
- Matchs nuls : 0
- Victoires de Trinité-et-Tobago : 0
- Total de buts marqués par la Chine : 7
- Total de buts marqués par Trinité-et-Tobago : 2

### Colombie

#### Confrontations
Confrontations entre Trinité-et-Tobago et la Colombie en matchs officiels.
|   | Date             | Lieu  | Match                        | Score | Compétition           |
| - | ---------------- | ----- | ---------------------------- | ----- | --------------------- |
| 1 | 23 mars 1996     | Neiva | Colombie - Trinité-et-Tobago | 3-0   | Match amical          |
| 2 | 8 septembre 1999 | Miami | Trinité-et-Tobago - Colombie | 4-3   | Match amical          |
| 3 | 12 juillet 2005  | Miami | Colombie - Trinité-et-Tobago | 2-0   | Gold Cup 2005 (gr. A) |

#### Bilan
Au 4 septembre 2018 :
- Total de matchs disputés : 3
- Victoires de la Colombie : 2
- Matchs nuls : 0
- Victoires de Trinité-et-Tobago : 1
- Total de buts marqués par la Colombie : 8
- Total de buts marqués par Trinité-et-Tobago : 4

### Corée du Sud

#### Confrontations
Confrontations entre Trinité-et-Tobago et la Corée du Sud en matchs officiels.
|   | Date            | Lieu  | Match                            | Score | Compétition  |
| - | --------------- | ----- | -------------------------------- | ----- | ------------ |
| 1 | 14 juillet 2004 | Séoul | Corée du Sud - Trinité-et-Tobago | 1-1   | Match amical |

#### Bilan
Au 4 septembre 2018 :
- Total de matchs disputés : 1
- Victoires de la Corée du Sud : 0
- Matchs nuls : 1
- Victoires de Trinité-et-Tobago : 0
- Total de buts marqués par la Corée du Sud : 1
- Total de buts marqués par Trinité-et-Tobago : 1

### Costa Rica

#### Confrontations
Confrontations en matchs officiels entre le Costa Rica et Trinité-et-Tobago :
|    | Date               | Lieu           | Match                          | Score    | Compétition                                                            |
| -- | ------------------ | -------------- | ------------------------------ | -------- | ---------------------------------------------------------------------- |
| 1  | 21 février 1965    | San José       | Costa Rica - Trinité-et-Tobago | 4-0      | Qualifications pour la Coupe du monde 1966 (zone CONCACAF - 1er tour)  |
| 2  | 22 février 1965    | San José       | Costa Rica - Trinité-et-Tobago | 1-0      | Match amical                                                           |
| 3  | 7 mars 1965        | Port-d'Espagne | Trinité-et-Tobago - Costa Rica | 0-1      | Qualifications pour la Coupe du monde 1966 (zone CONCACAF - 1er tour)  |
| 4  | 5 décembre 1969    | San José       | Costa Rica - Trinité-et-Tobago | 5-0      | Championnat de la CONCACAF 1969 (tour final)                           |
| 5  | 29 novembre 1971   | Port-d'Espagne | Trinité-et-Tobago - Costa Rica | 3-1      | Coupe des nations de la CONCACAF 1971 (tour final)                     |
| 6  | 24 avril 1985      | San José       | Costa Rica - Trinité-et-Tobago | 3-0      | Coupe des nations de la CONCACAF 1985 (tour préliminaire)              |
| 7  | 28 avril 1985      | San José       | Costa Rica - Trinité-et-Tobago | 1-1      | Coupe des nations de la CONCACAF 1985 (tour préliminaire)              |
| 8  | 18 juillet 1985    | San José       | Costa Rica - Trinité-et-Tobago | 3-1      | Match amical                                                           |
| 9  | 28 mai 1989        | Port-d'Espagne | Trinité-et-Tobago - Costa Rica | 1-1      | Coupe des nations de la CONCACAF 1989 (tour final)                     |
| 10 | 11 juin 1989       | San José       | Costa Rica - Trinité-et-Tobago | 1-0      | Coupe des nations de la CONCACAF 1989 (tour final)                     |
| 11 | 1er juillet 1991   | Pasadena       | Costa Rica - Trinité-et-Tobago | 1-2      | Gold Cup 1991 (gr. B)                                                  |
| 12 | 1er septembre 1996 | Port-d'Espagne | Trinité-et-Tobago - Costa Rica | 0-1      | Éliminatoires de la Coupe du monde 1998 (zone CONCACAF - 2e tour)      |
| 13 | 21 décembre 1996   | San José       | Costa Rica - Trinité-et-Tobago | 2-1      | Éliminatoires de la Coupe du monde 1998 (zone CONCACAF - 2e tour)      |
| 14 | 29 janvier 1998    | San José       | Costa Rica - Trinité-et-Tobago | 4-0      | Match amical                                                           |
| 15 | 26 janvier 2000    | San José       | Costa Rica - Trinité-et-Tobago | 2-1      | Match amical                                                           |
| 16 | 20 février 2000    | San Diego      | Costa Rica - Trinité-et-Tobago | 1-2 (ap) | Gold Cup 2000 (quart de finale)                                        |
| 17 | 28 mars 2001       | Alajuela       | Costa Rica - Trinité-et-Tobago | 3-0      | Qualification pour la Coupe du monde 2002 (zone CONCACAF - tour final) |
| 18 | 1er septembre 2001 | Port-d'Espagne | Trinité-et-Tobago - Costa Rica | 0-2      | Qualification pour la Coupe du monde 2002 (zone CONCACAF - tour final) |
| 19 | 20 janvier 2002    | Miami          | Costa Rica - Trinité-et-Tobago | 1-1      | Gold Cup 2002 (gr. C)                                                  |
| 20 | 30 mars 2005       | Port-d'Espagne | Trinité-et-Tobago - Costa Rica | 0-0      | Éliminatoires de la Coupe du monde 2006 (zone CONCACAF - tour final)   |
| 21 | 7 septembre 2005   | San José       | Costa Rica - Trinité-et-Tobago | 2-0      | Éliminatoires de la Coupe du monde 2006 (zone CONCACAF - tour final)   |
| 22 | 4 février 2007     | Alajuela       | Costa Rica - Trinité-et-Tobago | 4-0      | Match amical                                                           |
| 23 | 6 juin 2009        | Bacolet        | Trinité-et-Tobago - Costa Rica | 2-3      | Éliminatoires de la Coupe du monde 2010 : zone CONCACAF (4e tour)      |
| 24 | 10 octobre 2009    | San José       | Costa Rica - Trinité-et-Tobago | 4-0      | Éliminatoires de la Coupe du monde 2010 : zone CONCACAF (4e tour)      |
| 25 | 11 novembre 2016   | Port-d'Espagne | Trinité-et-Tobago - Costa Rica | 0-2      | Éliminatoires de la Coupe du monde 2018 (zone CONCACAF, 5e tour)       |
| 26 | 13 juin 2017       | San José       | Costa Rica - Trinité-et-Tobago | 2-1      | Éliminatoires de la Coupe du monde 2018 (zone CONCACAF, 5e tour)       |

#### Bilan
Au 4 septembre 2018 :
- Total de matchs disputés : 26
- Victoires du Costa Rica : 19
- Matchs nuls : 4
- Victoires de Trinité-et-Tobago : 3
- Total de buts marqués par le Costa Rica : 55
- Total de buts marqués par Trinité-et-Tobago : 16

### Cuba
Confrontations entre Cuba et Trinité-et-Tobago, :
|    | Date             | Lieu           | Match                    | Score     | Compétition                                                       |
| -- | ---------------- | -------------- | ------------------------ | --------- | ----------------------------------------------------------------- |
| 1  | 20 janvier 1967  | Kingston       | Trinité-et-Tobago - Cuba | 2-1       | Qualifications pour la Coupe des nations de la CONCACAF 1967      |
| 2  | 30 novembre 1971 | Port-d'Espagne | Trinité-et-Tobago - Cuba | 2-2       | Coupe des nations de la CONCACAF 1971 (phase finale)              |
| 3  | 22 novembre 1980 | San Fernando   | Trinité-et-Tobago - Cuba | 2-2       | Match amical                                                      |
| 4  | 24 juin 1992     | Port-d'Espagne | Trinité-et-Tobago - Cuba | 1-0       | Coupe caribéenne des nations 1992 (demi-finale)                   |
| 5  | 19 juillet 1995  | Kingston       | Trinité-et-Tobago - Cuba | 2-0       | Coupe caribéenne des nations 1995 (gr. B)                         |
| 6  | 7 juin 1996      | Port-d'Espagne | Trinité-et-Tobago - Cuba | 2-0       | Coupe caribéenne des nations 1996 (finale)                        |
| 7  | 13 juin 1999     | Port-d'Espagne | Trinité-et-Tobago - Cuba | 2-1 a. p. | Coupe caribéenne des nations 1999 (finale)                        |
| 8  | 4 juillet 2000   | Tunapuna       | Trinité-et-Tobago - Cuba | 4-1       | Match amical                                                      |
| 9  | 22 mai 2001      | Port-d'Espagne | Trinité-et-Tobago - Cuba | 2-0       | Coupe caribéenne des nations 2001 (demi-finale)                   |
| 10 | 30 mars 2003     | San Fernando   | Trinité-et-Tobago - Cuba | 1-3       | Gold Cup 2003 (tournoi qualificatif Caraïbes) (tour final)        |
| 11 | 19 novembre 2003 | Port-d'Espagne | Trinité-et-Tobago - Cuba | 2-1       | Match amical                                                      |
| 12 | 22 février 2005  | Bridgetown     | Trinité-et-Tobago - Cuba | 1-2       | Coupe caribéenne des nations 2005 (tour final)                    |
| 13 | 20 janvier 2007  | Port-d'Espagne | Trinité-et-Tobago - Cuba | 3-1       | Coupe caribéenne des nations 2007 (demi-finale)                   |
| 14 | 20 août 2008     | La Havane      | Cuba - Trinité-et-Tobago | 1-3       | Éliminatoires de la Coupe du monde 2010 : zone CONCACAF (3e tour) |
| 15 | 19 novembre 2008 | Port-d'Espagne | Trinité-et-Tobago - Cuba | 3-0       | Éliminatoires de la Coupe du monde 2010 : zone CONCACAF (3e tour) |
| 16 | 26 novembre 2010 | Fort-de-France | Trinité-et-Tobago - Cuba | 0-2       | Coupe caribéenne des nations 2010 (gr. H)                         |
| 17 | 18 novembre 2012 | Bacolet        | Trinité-et-Tobago - Cuba | 1-0       | Coupe caribéenne des nations 2012 (qualifications)                |
| 18 | 16 décembre 2012 | Saint John's   | Cuba - Trinité-et-Tobago | 1-0 a. p. | Coupe caribéenne des nations 2012 (finale)                        |
| 19 | 15 novembre 2014 | Montego Bay    | Cuba - Trinité-et-Tobago | 0-0       | Coupe caribéenne des nations 2014 (gr. A)                         |
| 20 | 12 juillet 2015  | Glendale       | Trinité-et-Tobago - Cuba | 2-0       | Gold Cup 2015 (gr. C)                                             |

#### Bilan
- Total de matchs disputés : 20
- Victoires de l'équipe de Cuba : 4
- Match nul : 3
- Victoires de l'équipe de Trinité-et-Tobago : 13
- Total de buts marqués par Cuba : 18
- Total de buts marqués par Trinité-et-Tobago : 35

### Curaçao et Antilles néerlandaises

#### Confrontations
Confrontations entre les Antilles néerlandaises puis Curaçao, et Trinité-et-Tobago en matchs officiels :
|    | Date             | Lieu           | Match                                      | Score | Compétition                                                   |
| -- | ---------------- | -------------- | ------------------------------------------ | ----- | ------------------------------------------------------------- |
| 1  | 15 décembre 1935 | Curaçao        | Curaçao - Trinité-et-Tobago                | 3-1   | Match amical                                                  |
| 2  | 30 janvier 1936  | Curaçao        | Curaçao - Trinité-et-Tobago                | 4-2   | Match amical                                                  |
| 3  | février 1936     | Port-d'Espagne | Trinité-et-Tobago - Curaçao                | 3-0   | Match amical                                                  |
| 4  | 1er mars 1947    | Willemstad     | Curaçao - Trinité-et-Tobago                | 4-0   | Match amical                                                  |
| 5  | 2 mars 1947      | Willemstad     | Curaçao - Trinité-et-Tobago                | 3-0   | Match amical                                                  |
| 6  | 22 novembre 1950 | Port-d'Espagne | Trinité-et-Tobago - Curaçao                | 3-2   | Match amical                                                  |
| 7  | 2 décembre 1950  | Port-d'Espagne | Trinité-et-Tobago - Curaçao                | 5-1   | Match amical                                                  |
| 8  | 12 juin 1966     | Port-au-Prince | Trinité-et-Tobago - Antilles néerlandaises | 1-0   | Match amical                                                  |
| 9  | 13 janvier 1967  | Kingston       | Trinité-et-Tobago - Antilles néerlandaises | 2-0   | Coupe des nations de la CONCACAF 1967 (tournoi qualificatif)  |
| 10 | 2 décembre 1969  | San José       | Antilles néerlandaises - Trinité-et-Tobago | 3-1   | Championnat de la CONCACAF 1969 (tour final)                  |
| 11 | 7 octobre 1970   | Paramaribo     | Antilles néerlandaises - Trinité-et-Tobago | 1-1   | Match amical                                                  |
| 12 | 17 décembre 1973 | Port-au-Prince | Trinité-et-Tobago - Antilles néerlandaises | 4-0   | Coupe des nations de la CONCACAF 1973 (phase finale)          |
| 13 | 9 novembre 1980  | Port-d'Espagne | Trinité-et-Tobago - Antilles néerlandaises | 0-0   | Coupe des nations de la CONCACAF 1981 (tour préliminaire)     |
| 14 | 29 novembre 1980 | Willemstad     | Antilles néerlandaises - Trinité-et-Tobago | 0-0   | Coupe des nations de la CONCACAF 1981 (tour préliminaire)     |
| 15 | 4 janvier 1989   | Willemstad     | Antilles néerlandaises - Trinité-et-Tobago | 1-1   | Match amical                                                  |
| 16 | 4 mars 2000      | Port-d'Espagne | Trinité-et-Tobago - Antilles néerlandaises | 5-0   | Qualifications pour la Coupe du monde 2002 (Caraïbes - gr. 3) |
| 17 | 18 mars 2000     | Willemstad     | Antilles néerlandaises - Trinité-et-Tobago | 1-1   | Qualifications pour la Coupe du monde 2002 (Caraïbes - gr. 3) |
| 18 | 17 juillet 2008  | Macoya         | Trinité-et-Tobago - Antilles néerlandaises | 2-0   | Match amical                                                  |
| 19 | 11 novembre 2014 | Montego Bay    | Curaçao - Trinité-et-Tobago                | 2-3   | Coupe caribéenne des nations 2014 (gr. A)                     |
| 20 | 5 juin 2015      | Willemstad     | Curaçao - Trinité-et-Tobago                | 1-0   | Match amical                                                  |
| 21 | 8 septembre 2023 | Port d'Espagne | Trinité-et-Tobago - Curaçao                | 1-0   | Ligue des nations de la CONCACAF 2022-2023                    |

#### Bilan
Au 8 septembre 2023 :
- Total de matchs disputés : 21
- Victoires de Curaçao : 6
- Matchs nuls : 5
- Victoires de Trinité-et-Tobago : 10
- Total de buts marqués par Curaçao : 27
- Total de buts marqués par Trinité-et-Tobago : 36

## D

### Dominique

#### Confrontations
Confrontations entre Trinité-et-Tobago et la Dominique :
|   | Date            | Lieu           | Match                         | Score | Compétition                               |
| - | --------------- | -------------- | ----------------------------- | ----- | ----------------------------------------- |
| 1 | 11 avril 1994   | Port-d'Espagne | Trinité-et-Tobago - Dominique | 5-0   | Coupe caribéenne des nations 1994 (gr. A) |
| 2 | 26 juillet 1998 | Port-d'Espagne | Trinité-et-Tobago - Dominique | 8-0   | Coupe caribéenne des nations 1998 (gr. A) |

#### Bilan
Au 4 septembre 2018 :
- Total de matchs disputés : 2
- Victoires de Trinité-et-Tobago : 2
- Match nul : 0
- Victoires de la Dominique : 0
- Total de buts marqués par Trinité-et-Tobago : 13
- Total de buts marqués par la Dominique : 0

## E

### Écosse

#### Confrontations
Confrontations entre Trinité-et-Tobago et l'Écosse en matchs officiels.
|   | Date        | Lieu      | Match                      | Score | Compétition  |
| - | ----------- | --------- | -------------------------- | ----- | ------------ |
| 1 | 30 mai 2004 | Édimbourg | Écosse - Trinité-et-Tobago | 4-1   | Match amical |

#### Bilan
Au 4 septembre 2018 :
- Total de matchs disputés : 1
- Victoires de l'Écosse : 1
- Matchs nuls : 0
- Victoires de Trinité-et-Tobago : 0
- Total de buts marqués par l'Écosse : 4
- Total de buts marqués par Trinité-et-Tobago : 1

### Égypte

#### Confrontations
Confrontations entre Trinité-et-Tobago et l'Égypte en matchs officiels.
|   | Date         | Lieu     | Match                      | Score | Compétition  |
| - | ------------ | -------- | -------------------------- | ----- | ------------ |
| 1 | 31 mars 2004 | Le Caire | Égypte - Trinité-et-Tobago | 2-1   | Match amical |

#### Bilan
Au 4 septembre 2018 :
- Total de matchs disputés : 1
- Victoires de l'Égypte : 1
- Matchs nuls : 0
- Victoires de Trinité-et-Tobago : 0
- Total de buts marqués par l'Égypte : 2
- Total de buts marqués par Trinité-et-Tobago : 1

### Émirats arabes unis

#### Confrontations
Confrontations entre les Émirats arabes unis et Trinité-et-Tobago en matchs officiels :
|   | Date             | Lieu   | Match                                   | Score           | Compétition  |
| - | ---------------- | ------ | --------------------------------------- | --------------- | ------------ |
| 1 | 5 septembre 2013 | Riyad  | Émirats arabes unis - Trinité-et-Tobago | 3-3 (tab : 7-6) | Match amical |
| 2 | 6 septembre 2018 | Gérone | Trinité-et-Tobago - Émirats arabes unis | 2-0             | Match amical |

#### Bilan
Au 7 septembre 2018 :
- Total de matchs disputés : 2
- Victoires des Émirats arabes unis : 0
- Matchs nuls : 1
- Victoires de Trinité-et-Tobago : 1
- Total de buts marqués par les Émirats arabes unis : 3
- Total de buts marqués par Trinité-et-Tobago : 5

### Équateur

#### Confrontations
Confrontations entre Trinité-et-Tobago et l'Équateur en matchs officiels.
|   | Date             | Lieu       | Match                        | Score | Compétition  |
| - | ---------------- | ---------- | ---------------------------- | ----- | ------------ |
| 1 | 26 juillet 2017  | Guayaquil  | Équateur - Trinité-et-Tobago | 3-1   | Match amical |
| 2 | 14 novembre 2019 | Portoviejo | Équateur - Trinité-et-Tobago | 3-0   | Match amical |

#### Bilan
Au 20 novembre 2019 :
- Total de matchs disputés : 2
- Victoires de l'Équateur : 2
- Matchs nuls : 0
- Victoires de Trinité-et-Tobago : 0
- Total de buts marqués par l'Équateur : 6
- Total de buts marqués par Trinité-et-Tobago : 1

### Estonie
Confrontations entre Trinité-et-Tobago et l'Estonie :
|   | Date        | Lieu    | Match                       | Score | Compétition  |
| - | ----------- | ------- | --------------------------- | ----- | ------------ |
| 1 | 7 juin 2013 | Tallinn | Estonie - Trinité-et-Tobago | 1-0   | Match amical |

#### Bilan
Au 4 septembre 2018 :
- Total de matchs disputés : 1
- Victoires de l'Estonie : 1
- Matchs nuls : 0
- Victoires de Trinité-et-Tobago : 0
- Total de buts marqués par l'Estonie : 1
- Total de buts marqués par Trinité-et-Tobago : 0

### États-Unis

#### Confrontations
Confrontations entre les États-Unis et Trinité-et-Tobago en matchs officiels :
|    | Date              | Lieu           | Match                          | Score | Compétition                                                      |
| -- | ----------------- | -------------- | ------------------------------ | ----- | ---------------------------------------------------------------- |
| 1  | 21 mars 1982      | Port-d'Espagne | Trinité-et-Tobago - États-Unis | 1-2   | Match amical                                                     |
| 2  | 15 mai 1985       | Saint-Louis    | Trinité-et-Tobago - États-Unis | 1-2   | Coupe des nations de la CONCACAF 1985                            |
| 3  | 19 mai 1985       | Torrance       | États-Unis - Trinité-et-Tobago | 1-0   | Coupe des nations de la CONCACAF 1985                            |
| 4  | 13 mai 1989       | Torrance       | États-Unis - Trinité-et-Tobago | 1-1   | Coupe des nations de la CONCACAF 1989                            |
| 5  | 19 novembre 1989  | Port-d'Espagne | Trinité-et-Tobago - États-Unis | 0-1   | Coupe des nations de la CONCACAF 1989                            |
| 6  | 15 septembre 1990 | Charlotte      | États-Unis - Trinité-et-Tobago | 3-1   | Match amical                                                     |
| 7  | 18 novembre 1990  | Port-d'Espagne | Trinité-et-Tobago - États-Unis | 0-0   | Trinidad Tournament                                              |
| 8  | 29 juin 1991      | Pasadena       | États-Unis - Trinité-et-Tobago | 2-1   | Gold Cup 1991 (Groupe B)                                         |
| 9  | 19 novembre 1994  | Port-d'Espagne | Trinité-et-Tobago - États-Unis | 1-0   | Match amical                                                     |
| 10 | 13 janvier 1996   | Anaheim        | États-Unis - Trinité-et-Tobago | 3-2   | Gold Cup 1996 (Groupe C)                                         |
| 11 | 10 novembre 1996  | Richmond       | États-Unis - Trinité-et-Tobago | 2-0   | Éliminatoires pour la Coupe du monde 1998                        |
| 12 | 24 novembre 1996  | Port-d'Espagne | Trinité-et-Tobago - États-Unis | 0-1   | Éliminatoires pour la Coupe du monde 1998                        |
| 13 | 20 juin 2001      | Foxborough     | États-Unis - Trinité-et-Tobago | 2-0   | Éliminatoires pour la Coupe du monde 2002                        |
| 14 | 11 novembre 2001  | Port-d'Espagne | Trinité-et-Tobago - États-Unis | 0-0   | Éliminatoires pour la Coupe du monde 2002                        |
| 15 | 9 février 2005    | Port-d'Espagne | Trinité-et-Tobago - États-Unis | 1-2   | Éliminatoires pour la Coupe du monde 2006                        |
| 16 | 17 août 2005      | East Hartford  | États-Unis - Trinité-et-Tobago | 1-0   | Éliminatoires pour la Coupe du monde 2006                        |
| 17 | 9 juin 2007       | Carson         | États-Unis - Trinité-et-Tobago | 1-0   | Gold Cup 2007 (Groupe B)                                         |
| 18 | 10 septembre 2008 | Bridgeview     | États-Unis - Trinité-et-Tobago | 3-0   | Éliminatoires pour la Coupe du monde 2010                        |
| 19 | 15 octobre 2008   | Port-d'Espagne | Trinité-et-Tobago - États-Unis | 2-1   | Éliminatoires pour la Coupe du monde 2010                        |
| 20 | 1er avril 2009    | Nashville      | États-Unis - Trinité-et-Tobago | 3-0   | Éliminatoires pour la Coupe du monde 2010                        |
| 21 | 9 septembre 2009  | Port-d'Espagne | Trinité-et-Tobago - États-Unis | 0-1   | Éliminatoires pour la Coupe du monde 2010                        |
| 22 | 17 novembre 2015  | Port-d'Espagne | Trinité-et-Tobago - États-Unis | 0-0   | Éliminatoires de la Coupe du monde 2018 (zone CONCACAF, 4e tour) |
| 23 | 6 septembre 2016  | Jacksonville   | États-Unis - Trinité-et-Tobago | 4-0   | Éliminatoires de la Coupe du monde 2018 (zone CONCACAF, 4e tour) |
| 24 | 8 juin 2017       | Commerce City  | États-Unis - Trinité-et-Tobago | 2-0   | Éliminatoires de la Coupe du monde 2018 (zone CONCACAF, 5e tour) |
| 25 | 10 octobre 2017   | Couva          | Trinité-et-Tobago - États-Unis | 2-1   | Éliminatoires de la Coupe du monde 2018 (zone CONCACAF, 5e tour) |
| 26 | 22 juin 2019      | Cleveland      | États-Unis - Trinité-et-Tobago | 6-0   | Gold Cup 2019 (gr. D)                                            |

#### Bilan
Au 24 juin 2019 :
- Total de matchs disputés : 26
- Victoires des États-Unis : 19
- Matchs nuls : 4
- Victoires de Trinité-et-Tobago : 3
- Total de buts marqués par les États-Unis : 46
- Total de buts marqués par Trinité-et-Tobago : 12

## F

### Finlande

#### Confrontations
Confrontations entre Trinité-et-Tobago et la Finlande en matchs officiels :
|   | Date            | Lieu           | Match                        | Score | Compétition  |
| - | --------------- | -------------- | ---------------------------- | ----- | ------------ |
| 1 | 22 octobre 1989 | Port-d'Espagne | Trinité-et-Tobago - Finlande | 0-1   | Match amical |
| 2 | 25 octobre 1989 | Port-d'Espagne | Trinité-et-Tobago - Finlande | 2-0   | Match amical |
| 3 | 15 février 1992 | Port-d'Espagne | Trinité-et-Tobago - Finlande | 2-1   | Match amical |
| 4 | 17 février 1992 | Port-d'Espagne | Trinité-et-Tobago - Finlande | 2-2   | Match amical |
| 5 | 29 janvier 2003 | Port-d'Espagne | Trinité-et-Tobago - Finlande | 1-2   | Match amical |
| 6 | 22 janvier 2012 | Port-d'Espagne | Trinité-et-Tobago - Finlande | 2-3   | Match amical |

#### Bilan
Au 4 septembre 2018 :
- Total de matchs disputés : 6
- Victoires de Trinité-et-Tobago : 2
- Match nul : 1
- Victoires de la Finlande : 3
- Total de buts marqués par Trinité-et-Tobago : 9
- Total de buts marqués par la Finlande : 9

## G

### Grenade

#### Confrontations
Confrontations entre Trinité-et-Tobago et la Grenade en matchs officiels.
|    | Date              | Lieu           | Match                       | Score | Compétition                                                              |
| -- | ----------------- | -------------- | --------------------------- | ----- | ------------------------------------------------------------------------ |
| 1  | 30 juillet 1978   | Saint-Georges  | Grenade - Trinité-et-Tobago | 1-1   | Match amical                                                             |
| 2  | 22 juillet 1979   | Saint-Georges  | Grenade - Trinité-et-Tobago | 0-1   | Qualifications pour la Coupe caribéenne des nations 1979 (deuxième tour) |
| 3  | 4 août 1979       | San Fernando   | Trinité-et-Tobago - Grenade | 2-1   | Qualifications pour la Coupe caribéenne des nations 1979 (deuxième tour) |
| 4  | 30 septembre 1981 | Arima          | Trinité-et-Tobago - Grenade | 3-1   | Match amical                                                             |
| 5  | 2 octobre 1981    | San Fernando   | Trinité-et-Tobago - Grenade | 5-1   | Match amical                                                             |
| 6  | 3 mars 1985       | Saint-Georges  | Grenade - Trinité-et-Tobago | 1-5   | Coupe caribéenne des nations 1985 (1er tour préliminaire)                |
| 7  | 6 juin 1989       | Saint-Georges  | Grenade - Trinité-et-Tobago | 1-0   | Coupe caribéenne des nations 1989 (qualifications)                       |
| 8  | 9 juillet 1989    | Bridgetown     | Grenade - Trinité-et-Tobago | 1-2   | Coupe caribéenne des nations 1989 (finale)                               |
| 9  | 23 juillet 1990   | Port-d'Espagne | Trinité-et-Tobago - Grenade | 5-0   | Coupe caribéenne des nations 1990 (gr. A)                                |
| 10 | 15 novembre 1994  | Saint-Georges  | Grenade - Trinité-et-Tobago | 1-2   | Match amical                                                             |
| 11 | 6 avril 1997      | Arima          | Trinité-et-Tobago - Grenade | 2-3   | Match amical                                                             |
| 12 | 5 juin 1999       | Port-d'Espagne | Trinité-et-Tobago - Grenade | 7-0   | Coupe caribéenne des nations 1999 (gr. 1)                                |
| 13 | 27 janvier 2001   | Saint-Georges  | Grenade - Trinité-et-Tobago | 1-2   | Match amical                                                             |
| 14 | 29 janvier 2001   | Saint-Georges  | Grenade - Trinité-et-Tobago | 0-2   | Match amical                                                             |
| 15 | 10 mai 2001       | Tunapuna       | Trinité-et-Tobago - Grenade | 5-3   | Match amical                                                             |
| 16 | 11 janvier 2002   | Saint-Georges  | Grenade - Trinité-et-Tobago | 2-3   | Match amical                                                             |
| 17 | 26 novembre 2004  | San Fernando   | Trinité-et-Tobago - Grenade | 2-0   | Qualifications pour la Coupe caribéenne des nations 2005                 |
| 18 | 27 avril 2008     | Tunapuna       | Trinité-et-Tobago - Grenade | 2-0   | Match amical                                                             |
| 19 | 3 décembre 2008   | Kingston       | Trinité-et-Tobago - Grenade | 1-2   | Coupe caribéenne des nations 2008 (gr. A)                                |
| 20 | 28 novembre 2010  | Fort-de-France | Grenade - Trinité-et-Tobago | 1-0   | Coupe caribéenne des nations 2010 (gr. H)                                |
| 21 | 19 mars 2016      | Saint-Georges  | Grenade - Trinité-et-Tobago | 2-2   | Match amical                                                             |
| 22 | 29 avril 2017     | Saint-Georges  | Grenade - Trinité-et-Tobago | 2-2   | Match amical                                                             |
| 23 | 11 novembre 2017  | Couva          | Trinité-et-Tobago - Grenade | 2-2   | Match amical                                                             |

#### Bilan
Au 4 septembre 2018 :
- Total de matchs disputés : 23
- Victoires de Trinité-et-Tobago : 15
- Match nul : 4
- Victoires de la Grenade : 4
- Total de buts marqués par Trinité-et-Tobago : 58
- Total de buts marqués par la Grenade : 26

### Guadeloupe

#### Confrontations
Confrontations entre Trinité-et-Tobago et la Guadeloupe en matchs officiels, :
|    | Date             | Lieu           | Match                          | Score | Compétition                                                |
| -- | ---------------- | -------------- | ------------------------------ | ----- | ---------------------------------------------------------- |
| 1  | 5 décembre 1950  | Basse-Terre    | Guadeloupe - Trinité-et-Tobago | 0-1   | Match amical                                               |
| 2  | 13 décembre 1951 | Guadeloupe     | Guadeloupe - Trinité-et-Tobago | 0-2   | Match amical                                               |
| 3  | 20 juin 1966     | Port-au-Prince | Trinité-et-Tobago - Guadeloupe | 1-2   | Match amical                                               |
| 4  | 21 octobre 1981  | San Juan       | Guadeloupe - Trinité-et-Tobago | 0-2   | Coupe caribéenne des nations 1981 (tour final)             |
| 5  | 3 avril 1985     | Guadeloupe     | Guadeloupe - Trinité-et-Tobago | 1-1   | Coupe caribéenne des nations 1985 (2e tour préliminaire)   |
| 6  | 5 juillet 1988   | Martinique     | Guadeloupe - Trinité-et-Tobago | 0-3   | Coupe caribéenne des nations 1988 (tour final)             |
| 7  | 7 juillet 1989   | Bridgetown     | Guadeloupe - Trinité-et-Tobago | 2-0   | Coupe caribéenne des nations 1989 (gr. A)                  |
| 8  | 7 avril 1994     | Port-d'Espagne | Trinité-et-Tobago - Guadeloupe | 0-0   | Coupe caribéenne des nations 1994 (gr. A)                  |
| 9  | 7 juin 1999      | Port-d'Espagne | Trinité-et-Tobago - Guadeloupe | 3-2   | Coupe caribéenne des nations 1999 (gr. A)                  |
| 10 | 28 mars 2003     | Tunapuna       | Trinité-et-Tobago - Guadeloupe | 1-0   | Gold Cup 2003 (tournoi qualificatif Caraïbes) (tour final) |
| 11 | 24 mars 2007     | Le Gosier      | Guadeloupe - Trinité-et-Tobago | 2-2   | Match amical                                               |
| 12 | 6 février 2008   | Port-d'Espagne | Trinité-et-Tobago - Guadeloupe | 0-0   | Match amical                                               |
| 13 | 23 mars 2018     | Les Abymes     | Guadeloupe - Trinité-et-Tobago | 0-1   | Match amical                                               |

#### Bilan
Au 4 septembre 2018 :
- Total de matchs disputés : 13
- Victoires de Trinité-et-Tobago : 7
- Match nul : 4
- Victoires de la Guadeloupe : 2
- Total de buts marqués par Trinité-et-Tobago : 17
- Total de buts marqués par la Guadeloupe : 9

### Guatemala

#### Confrontations
Confrontations en matchs officiels entre Trinité-et-Tobago et le Guatemala :
|    | Date              | Lieu           | Match                         | Score | Compétition                                                          |
| -- | ----------------- | -------------- | ----------------------------- | ----- | -------------------------------------------------------------------- |
| 1  | 19 mars 1967      | Tegucigalpa    | Guatemala - Trinité-et-Tobago | 2-0   | Coupe des nations de la CONCACAF 1967 (tour final)                   |
| 2  | 17 novembre 1968  | Guatemala      | Guatemala - Trinité-et-Tobago | 4-0   | Éliminatoires de la Coupe du monde 1970 (zone CONCACAF - 1er tour)   |
| 3  | 20 novembre 1968  | Guatemala      | Guatemala - Trinité-et-Tobago | 0-0   | Éliminatoires de la Coupe du monde 1970 (zone CONCACAF - 1er tour)   |
| 4  | 1er décembre 1969 | San José       | Guatemala - Trinité-et-Tobago | 2-0   | Championnat de la CONCACAF 1969 (tour final)                         |
| 5  | 10 décembre 1973  | Port-au-Prince | Trinité-et-Tobago - Guatemala | 1-0   | Coupe des nations de la CONCACAF 1973 (tour final)                   |
| 6  | 5 octobre 1988    | Port-d'Espagne | Trinité-et-Tobago - Guatemala | 2-2   | Match amical                                                         |
| 7  | 20 août 1989      | Guatemala      | Guatemala - Trinité-et-Tobago | 0-1   | Coupe des nations de la CONCACAF 1989 (tour final)                   |
| 8  | 3 septembre 1989  | Port-d'Espagne | Trinité-et-Tobago - Guatemala | 2-1   | Coupe des nations de la CONCACAF 1989 (tour final)                   |
| 9  | 3 juillet 1991    | Los Angeles    | Trinité-et-Tobago - Guatemala | 0-1   | Gold Cup 1991 (gr. B)                                                |
| 10 | 6 octobre 1996    | Port-d'Espagne | Trinité-et-Tobago - Guatemala | 1-1   | Éliminatoires de la Coupe du monde 1998 (zone CONCACAF - 2e tour)    |
| 11 | 8 décembre 1996   | Los Angeles    | Guatemala - Trinité-et-Tobago | 2-1   | Éliminatoires de la Coupe du monde 1998 (zone CONCACAF - 2e tour)    |
| 12 | 23 janvier 1998   | Guatemala      | Guatemala - Trinité-et-Tobago | 3-1   | Match amical                                                         |
| 13 | 15 février 2000   | Los Angeles    | Trinité-et-Tobago - Guatemala | 4-2   | Gold Cup 2000 (gr. C)                                                |
| 14 | 24 mars 2001      | Port-d'Espagne | Trinité-et-Tobago - Guatemala | 3-1   | Match amical                                                         |
| 15 | 11 août 2004      | Guatemala      | Guatemala - Trinité-et-Tobago | 4-1   | Match amical                                                         |
| 16 | 26 mars 2005      | Guatemala      | Guatemala - Trinité-et-Tobago | 5-1   | Éliminatoires de la Coupe du monde 2006 (zone CONCACAF - tour final) |
| 17 | 3 septembre 2005  | Port-d'Espagne | Trinité-et-Tobago - Guatemala | 3-2   | Éliminatoires de la Coupe du monde 2006 (zone CONCACAF - tour final) |
| 18 | 12 juin 2007      | Foxborough     | Trinité-et-Tobago - Guatemala | 1-1   | Gold Cup 2007 (gr. B)                                                |
| 19 | 6 septembre 2008  | Port-d'Espagne | Trinité-et-Tobago - Guatemala | 1-1   | Éliminatoires de la Coupe du monde 2010 : zone CONCACAF (3e tour)    |
| 20 | 11 octobre 2008   | Guatemala      | Guatemala - Trinité-et-Tobago | 0-0   | Éliminatoires de la Coupe du monde 2010 : zone CONCACAF (3e tour)    |
| 21 | 9 juillet 2015    | Chicago        | Trinité-et-Tobago - Guatemala | 3-1   | Gold Cup 2015 (gr. C)                                                |
| 22 | 13 novembre 2015  | Guatemala      | Guatemala - Trinité-et-Tobago | 1-2   | Éliminatoires de la Coupe du monde 2018 (zone CONCACAF, 4e tour)     |
| 23 | 2 septembre 2016  | Port-d'Espagne | Trinité-et-Tobago - Guatemala | 2-2   | Éliminatoires de la Coupe du monde 2018 (zone CONCACAF, 4e tour)     |

#### Bilan
Au 4 septembre 2018 :
- Total de matchs disputés : 23
- Victoires de Trinité-et-Tobago : 8
- Match nul : 7
- Victoires du Guatemala : 8
- Total de buts marqués par Trinité-et-Tobago : 30
- Total de buts marqués par le Guatemala : 38

### Guyana et Guyane britannique

#### Confrontations
Confrontations entre la Guyane britannique puis le Guyana et Trinité-et-Tobago en matchs officiels,.
|    | Date              | Lieu           | Match                                  | Score | Compétition                                                      |
| -- | ----------------- | -------------- | -------------------------------------- | ----- | ---------------------------------------------------------------- |
| 1  | 16 mars 1928      | Georgetown     | Guyane britannique - Trinité-et-Tobago | 1-1   | Match amical                                                     |
| 2  | 26 octobre 1929   | Port-d'Espagne | Trinité-et-Tobago - Guyane britannique | 0-0   | Match amical                                                     |
| 3  | 2 novembre 1929   | Port-d'Espagne | Trinité-et-Tobago - Guyane britannique | 0-1   | Match amical                                                     |
| 4  | 3 novembre 1929   | Port-d'Espagne | Trinité-et-Tobago - Guyane britannique | 3-1   | Match amical                                                     |
| 5  | 11 novembre 1929  | Port-d'Espagne | Trinité-et-Tobago - Guyane britannique | 1-1   | Match amical                                                     |
| 6  | 12 novembre 1929  | Port-d'Espagne | Trinité-et-Tobago - Guyane britannique | 0-1   | Match amical                                                     |
| 7  | 5 mars 1931       | Georgetown     | Guyane britannique - Trinité-et-Tobago | 2-1   | Match amical                                                     |
| 8  | 8 mars 1931       | Georgetown     | Guyane britannique - Trinité-et-Tobago | 0-2   | Match amical                                                     |
| 9  | 15 avril 1932     | Bridgetown     | Guyane britannique - Trinité-et-Tobago | 1-0   | Match amical                                                     |
| 10 | 23 avril 1932     | Bridgetown     | Guyane britannique - Trinité-et-Tobago | 1-2   | Match amical                                                     |
| 11 | 24 octobre 1933   | Port-d'Espagne | Trinité-et-Tobago - Guyane britannique | 2-0   | Match amical                                                     |
| 12 | 27 octobre 1933   | Port-d'Espagne | Trinité-et-Tobago - Guyane britannique | 1-1   | Match amical                                                     |
| 13 | 2 novembre 1933   | Port-d'Espagne | Trinité-et-Tobago - Guyane britannique | 1-0   | Match amical                                                     |
| 14 | 5 janvier 1937    | Paramaribo     | Guyane britannique - Trinité-et-Tobago | 0-3   | Match amical                                                     |
| 15 | 11 janvier 1937   | Paramaribo     | Guyane britannique - Trinité-et-Tobago | 2-3   | Match amical                                                     |
| 16 | 28 mars 1938      | Georgetown     | Guyane britannique - Trinité-et-Tobago | 1-1   | Match amical                                                     |
| 17 | 1er avril 1938    | Georgetown     | Guyane britannique - Trinité-et-Tobago | 0-3   | Match amical                                                     |
| 18 | 7 avril 1938      | Georgetown     | Guyane britannique - Trinité-et-Tobago | 0-2   | Match amical                                                     |
| 19 | 4 octobre 1944    | Port-d'Espagne | Trinité-et-Tobago - Guyane britannique | 1-1   | Match amical                                                     |
| 20 | 11 octobre 1944   | Port-d'Espagne | Trinité-et-Tobago - Guyane britannique | 3-0   | Match amical                                                     |
| 21 | 16 octobre 1944   | Port-d'Espagne | Trinité-et-Tobago - Guyane britannique | 3-0   | Match amical                                                     |
| 22 | 5 novembre 1947   | Port-d'Espagne | Trinité-et-Tobago - Guyane britannique | 1-2   | Match amical                                                     |
| 23 | 14 novembre 1947  | Port-d'Espagne | Trinité-et-Tobago - Guyane britannique | 2-0   | Match amical                                                     |
| 24 | 22 mars 1950      | Georgetown     | Guyane britannique - Trinité-et-Tobago | 0-1   | Match amical                                                     |
| 25 | 24 mars 1950      | Georgetown     | Guyane britannique - Trinité-et-Tobago | 1-4   | Match amical                                                     |
| 26 | 27 mars 1950      | Georgetown     | Guyane britannique - Trinité-et-Tobago | 1-0   | Match amical                                                     |
| 27 | 29 mars 1950      | Georgetown     | Guyane britannique - Trinité-et-Tobago | 1-2   | Match amical                                                     |
| 28 | 5 mars 1959       | San Fernando   | Trinité-et-Tobago - Guyane britannique | 2-1   | Match amical                                                     |
| 29 | 5 avril 1964      | Georgetown     | Guyane britannique - Trinité-et-Tobago | 1-2   | Match amical                                                     |
| 30 | 10 avril 1964     | Georgetown     | Guyane britannique - Trinité-et-Tobago | 1-6   | Match amical                                                     |
| 31 | 12 avril 1964     | Georgetown     | Guyane britannique - Trinité-et-Tobago | 1-4   | Match amical                                                     |
| 32 | 4 septembre 1964  | Georgetown     | Guyane britannique - Trinité-et-Tobago | 1-1   | Match amical                                                     |
| 33 | 5 septembre 1964  | Georgetown     | Guyane britannique - Trinité-et-Tobago | 1-2   | Match amical                                                     |
| 34 | 8 octobre 1970    | Georgetown     | Guyana - Trinité-et-Tobago             | 1-1   | Match amical                                                     |
| 35 | 10 octobre 1970   | Georgetown     | Guyana - Trinité-et-Tobago             | 1-1   | Match amical                                                     |
| 36 | 22 septembre 1977 | Linden         | Guyana - Trinité-et-Tobago             | 2-1   | Match amical                                                     |
| 37 | 24 septembre 1977 | Georgetown     | Guyana - Trinité-et-Tobago             | 2-2   | Match amical                                                     |
| 38 | 26 septembre 1977 | Georgetown     | Guyana - Trinité-et-Tobago             | 0-2   | Match amical                                                     |
| 39 | 9 mai 1978        |                | Trinité-et-Tobago - Guyana             | 3-0   | Match amical                                                     |
| 40 | 11 mai 1978       |                | Trinité-et-Tobago - Guyana             | 5-1   | Match amical                                                     |
| 41 | 22 octobre 1980   | Port-d'Espagne | Trinité-et-Tobago - Guyana             | 1-1   | Match amical                                                     |
| 42 | 24 octobre 1980   | Port-d'Espagne | Trinité-et-Tobago - Guyana             | 2-0   | Match amical                                                     |
| 43 | 21 juillet 1984   | Georgetown     | Guyana - Trinité-et-Tobago             | 0-2   | Match amical                                                     |
| 44 | 28 juillet 1984   | San Fernando   | Trinité-et-Tobago - Guyana             | 3-1   | Match amical                                                     |
| 45 | 13 septembre 1987 | Georgetown     | Guyana - Trinité-et-Tobago             | 1-2   | Match amical                                                     |
| 46 | 17 avril 1988     | Georgetown     | Guyana - Trinité-et-Tobago             | 0-4   | Coupe des nations de la CONCACAF 1989 (tour préliminaire)        |
| 47 | 8 mai 1988        | Port-d'Espagne | Trinité-et-Tobago - Guyana             | 1-0   | Coupe des nations de la CONCACAF 1989 (tour préliminaire)        |
| 48 | 30 mai 1991       | Kingston       | Trinité-et-Tobago - Guyana             | 3-1   | Coupe caribéenne des nations 1991 (demi-finale)                  |
| 49 | 2 avril 1997      | Port-d'Espagne | Trinité-et-Tobago - Guyana             | 3-0   | Match amical                                                     |
| 50 | 6 août 2000       | Georgetown     | Guyana - Trinité-et-Tobago             | 0-0   | Match amical                                                     |
| 51 | 2 mars 2004       | Tunapuna       | Trinité-et-Tobago - Guyana             | 1-0   | Match amical                                                     |
| 52 | 29 janvier 2008   | Couva          | Trinité-et-Tobago - Guyana             | 2-1   | Match amical                                                     |
| 53 | 8 juillet 2008    | Tunapuna       | Trinité-et-Tobago - Guyana             | 2-0   | Match amical                                                     |
| 54 | 3 septembre 2008  | Port-d'Espagne | Trinité-et-Tobago - Guyana             | 3-0   | Match amical                                                     |
| 55 | 9 novembre 2008   | Tunapuna       | Trinité-et-Tobago - Guyana             | 1-1   | Coupe caribéenne des nations 2008 (qualifications)               |
| 56 | 26 septembre 2010 | Providence     | Guyana - Trinité-et-Tobago             | 1-1   | Match amical                                                     |
| 57 | 4 novembre 2010   | San Fernando   | Trinité-et-Tobago - Guyana             | 2-1   | Coupe caribéenne des nations 2010 (qualifications)               |
| 58 | 11 novembre 2011  | Providence     | Guyana - Trinité-et-Tobago             | 2-1   | Éliminatoires de la Coupe du monde 2014 (zone CONCACAF, 2e tour) |
| 59 | 15 novembre 2011  | Port-d'Espagne | Trinité-et-Tobago - Guyana             | 2-0   | Éliminatoires de la Coupe du monde 2014 (zone CONCACAF, 2e tour) |
| 60 | 14 novembre 2017  | Couva          | Trinité-et-Tobago - Guyana             | 1-1   | Match amical                                                     |
| 61 | 26 juin 2019      | Kansas City    | Trinité-et-Tobago - Guyana             | 1-1   | Gold Cup 2019 (gr. D)                                            |

#### Bilan
Au 27 juin 2019 :
- Total de matchs disputés : 61
- Victoires de Trinité-et-Tobago : 37
- Matchs nuls : 16
- Victoires du Guyana : 8
- Total de buts marqués par Trinité-et-Tobago : 113
- Total de buts marqués par le Guyana : 44

### Guyane française

#### Confrontations
Confrontations entre Trinité-et-Tobago et la Guyane en matchs officiels, :
|   | Date             | Lieu           | Match                                | Score | Compétition                                           |
| - | ---------------- | -------------- | ------------------------------------ | ----- | ----------------------------------------------------- |
| 1 | 20 août 1978     | Port-d'Espagne | Trinité-et-Tobago - Guyane française | 2-4   | Coupe caribéenne des nations 1978 (tour préliminaire) |
| 2 | 2 septembre 1978 | Cayenne        | Guyane française - Trinité-et-Tobago | 1-4   | Coupe caribéenne des nations 1978 (tour préliminaire) |
| 3 | 23 juillet 1983  | Cayenne        | Guyane française - Trinité-et-Tobago | 0-1   | Coupe caribéenne des nations 1983 (tour final)        |
| 4 | 10 mai 1989      | Guyane         | Guyane française - Trinité-et-Tobago | 1-3   | Coupe caribéenne des nations 1989 (qualifications)    |
| 5 | 10 octobre 2012  | Basseterre     | Guyane française - Trinité-et-Tobago | 1-4   | Coupe caribéenne des nations 2012 (qualifications)    |
| 6 | 13 novembre 2014 | Montego Bay    | Trinité-et-Tobago - Guyane française | 4-2   | Coupe caribéenne des nations 2014 (gr. A)             |

#### Bilan
Au 4 septembre 2018 :
- Total de matchs disputés : 6
- Victoires de Trinité-et-Tobago : 5
- Match nul : 0
- Victoires de la Guyane : 1
- Total de buts marqués par Trinité-et-Tobago : 11
- Total de buts marqués par la Guyane : 4

## H

### Haïti

#### Confrontations
Confrontations entre Haïti et Trinité-et-Tobago en matchs officiels,.
|    | Date             | Lieu           | Match                     | Score    | Compétition                                                                       |
| -- | ---------------- | -------------- | ------------------------- | -------- | --------------------------------------------------------------------------------- |
| 1  | 23 octobre 1948  | Port-d'Espagne | Trinité-et-Tobago - Haïti | 0-0      | Match amical                                                                      |
| 2  | 27 octobre 1948  | Port-d'Espagne | Trinité-et-Tobago - Haïti | 4-0      | Match amical                                                                      |
| 3  | 30 octobre 1948  | Port-d'Espagne | Trinité-et-Tobago - Haïti | 4-0      | Match amical                                                                      |
| 4  | 20 avril 1949    | Port-au-Prince | Haïti - Trinité-et-Tobago | 2-2      | Match amical                                                                      |
| 5  | 23 avril 1949    | Port-au-Prince | Haïti - Trinité-et-Tobago | 2-3      | Match amical                                                                      |
| 6  | 25 avril 1949    | Port-au-Prince | Haïti - Trinité-et-Tobago | 5-0      | Match amical                                                                      |
| 7  | 18 juin 1966     | Port-au-Prince | Haïti - Trinité-et-Tobago | 1-0      | Match amical                                                                      |
| 8  | 11 janvier 1967  | Kingston       | Haïti - Trinité-et-Tobago | 4-2      | Coupe des nations de la CONCACAF 1967 (tournoi qualificatif)                      |
| 9  | 6 mars 1967      | Tegucigalpa    | Trinité-et-Tobago - Haïti | 3-2      | Coupe des nations de la CONCACAF 1967 (tour final)                                |
| 10 | 23 novembre 1968 | Port-au-Prince | Haïti - Trinité-et-Tobago | 4-0      | Éliminatoires de la Coupe du monde 1970 (zone CONCACAF - 1er tour)                |
| 11 | 25 novembre 1968 | Port-au-Prince | Haïti - Trinité-et-Tobago | 2-4      | Éliminatoires de la Coupe du monde 1970 (zone CONCACAF - 1er tour)                |
| 12 | 5 décembre 1971  | Port-d'Espagne | Trinité-et-Tobago - Haïti | 0-6      | Coupe des nations de la CONCACAF 1971 (tour final)                                |
| 13 | 4 février 1973   |                | Haïti - Trinité-et-Tobago | 0-0      | Match amical                                                                      |
| 14 | 6 février 1973   |                | Haïti - Trinité-et-Tobago | 4-2      | Match amical                                                                      |
| 15 | 4 décembre 1973  | Port-au-Prince | Haïti - Trinité-et-Tobago | 2-1      | Coupe des nations de la CONCACAF 1973 (tour final)                                |
| 16 | 29 octobre 1978  | Port-d'Espagne | Trinité-et-Tobago - Haïti | 2-2      | Coupe caribéenne des nations 1978 (tour final)                                    |
| 17 | 11 novembre 1979 | Paramaribo     | Haïti - Trinité-et-Tobago | 1-0      | Coupe caribéenne des nations 1979 (tour final)                                    |
| 18 | 1er août 1980    | Port-au-Prince | Haïti - Trinité-et-Tobago | 2-0      | Coupe des nations de la CONCACAF 1981 (tour préliminaire)                         |
| 19 | 17 août 1980     | San Fernando   | Trinité-et-Tobago - Haïti | 1-0      | Coupe des nations de la CONCACAF 1981 (tour préliminaire)                         |
| 20 | 6 mars 1996      | Miami          | Trinité-et-Tobago - Haïti | 2-0      | Match amical                                                                      |
| 21 | 29 juillet 1998  | Port-d'Espagne | Trinité-et-Tobago - Haïti | 4-1      | Coupe caribéenne des nations 1998 (demi-finale)                                   |
| 22 | 11 juin 1999     | Port-d'Espagne | Trinité-et-Tobago - Haïti | 6-1      | Coupe caribéenne des nations 1999 (demi-finale)                                   |
| 23 | 7 mai 2000       | Port-d'Espagne | Trinité-et-Tobago - Haïti | 3-1      | Éliminatoires de la Coupe du monde 2002 (zone CONCACAF - gr. Caraïbes 3)          |
| 24 | 19 mai 2000      | Port-au-Prince | Haïti - Trinité-et-Tobago | 1-1      | Éliminatoires de la Coupe du monde 2002 (zone CONCACAF - gr. Caraïbes 3)          |
| 25 | 25 mai 2001      | Port-d'Espagne | Trinité-et-Tobago - Haïti | 3-0      | Coupe caribéenne des nations 2001 (finale)                                        |
| 26 | 31 juillet 2003  | Basseterre     | Haïti - Trinité-et-Tobago | 2-0      | Match amical                                                                      |
| 27 | 1er février 2005 | Port-d'Espagne | Trinité-et-Tobago - Haïti | 1-0      | Match amical                                                                      |
| 28 | 3 février 2005   | Port-d'Espagne | Trinité-et-Tobago - Haïti | 2-1      | Match amical                                                                      |
| 29 | 6 février 2005   | Scarborough    | Trinité-et-Tobago - Haïti | 0-1      | Match amical                                                                      |
| 30 | 17 janvier 2007  | Port-d'Espagne | Trinité-et-Tobago - Haïti | 3-1      | Coupe caribéenne des nations 2007 (gr. Sedley Joseph)                             |
| 31 | 23 janvier 2007  | Port-d'Espagne | Trinité-et-Tobago - Haïti | 1-2      | Coupe caribéenne des nations 2007 (finale)                                        |
| 32 | 28 mai 2007      | Port-d'Espagne | Trinité-et-Tobago - Haïti | 1-0      | Match amical                                                                      |
| 33 | 30 juillet 2008  | Tunapuna       | Trinité-et-Tobago - Haïti | 2-0      | Match amical                                                                      |
| 34 | 10 août 2008     | Port-au-Prince | Haïti - Trinité-et-Tobago | 1-0      | Match amical                                                                      |
| 35 | 6 novembre 2010  | San Fernando   | Trinité-et-Tobago - Haïti | 4-0      | Coupe caribéenne des nations 2010 (qualifications)                                |
| 36 | 7 décembre 2012  | Saint John's   | Haïti - Trinité-et-Tobago | 0-0      | Coupe caribéenne des nations 2012 (gr. A)                                         |
| 37 | 12 juillet 2013  | Miami          | Trinité-et-Tobago - Haïti | 0-2      | Gold Cup 2013 (gr. B)                                                             |
| 38 | 8 janvier 2016   | Panama         | Trinité-et-Tobago - Haïti | 0-1      | Copa América Centenario (barrage)                                                 |
| 39 | 8 janvier 2017   | Couva          | Haïti - Trinité-et-Tobago | 4-3 (ap) | Éliminatoires de la Coupe caribéenne des nations 2017 (barrages pour la 5e place) |

#### Bilan
Au 4 septembre 2018 :
- Total de matchs disputés : 39
- Victoires de Trinité-et-Tobago : 17
- Matchs nuls : 6
- Victoires d'Haïti : 16
- Total de buts marqués par Trinité-et-Tobago : 65
- Total de buts marqués par Haïti : 58

### Honduras

#### Confrontations
Confrontations en matchs officiels entre Trinité-et-Tobago et le Honduras :
|    | Date               | Lieu           | Match                        | Score | Compétition                                                            |
| -- | ------------------ | -------------- | ---------------------------- | ----- | ---------------------------------------------------------------------- |
| 1  | 15 mars 1967       | Tegucigalpa    | Honduras - Trinité-et-Tobago | 1-0   | Coupe des nations de la CONCACAF 1967 (tour final)                     |
| 2  | 1er décembre 1971  | Port-d'Espagne | Trinité-et-Tobago - Honduras | 1-1   | Coupe des nations de la CONCACAF 1971 (tour final)                     |
| 3  | 29 novembre 1973   | Port-au-Prince | Honduras - Trinité-et-Tobago | 2-1   | Coupe des nations de la CONCACAF 1973 (tour final)                     |
| 4  | 30 octobre 1988    | Port-d'Espagne | Trinité-et-Tobago - Honduras | 0-0   | Coupe des nations de la CONCACAF 1989 (tour préliminaire)              |
| 5  | 13 novembre 1988   | Tegucigalpa    | Honduras - Trinité-et-Tobago | 1-1   | Match amical                                                           |
| 6  | 28 juillet 1996    | Tegucigalpa    | Honduras - Trinité-et-Tobago | 0-0   | Match amical                                                           |
| 7  | 1er février 1998   | Oakland        | Honduras - Trinité-et-Tobago | 1-3   | Gold Cup 1998 (gr. B)                                                  |
| 8  | 17 novembre 1999   | San Pedro Sula | Honduras - Trinité-et-Tobago | 3-2   | Match amical                                                           |
| 9  | 16 juin 2001       | Port-d'Espagne | Trinité-et-Tobago - Honduras | 2-4   | Qualification pour la Coupe du monde 2002 (zone CONCACAF - tour final) |
| 10 | 7 octobre 2001     | San Pedro Sula | Honduras - Trinité-et-Tobago | 0-1   | Qualification pour la Coupe du monde 2002 (zone CONCACAF - tour final) |
| 11 | 25 avril 2003      | Fort-de-France | Trinité-et-Tobago - Honduras | 0-2   | Gold Cup 2003 (tour préliminaire)                                      |
| 12 | 6 juillet 2005     | Miami          | Trinité-et-Tobago - Honduras | 1-1   | Gold Cup 2005 (gr. A)                                                  |
| 13 | 2 juin 2007        | San Pedro Sula | Honduras - Trinité-et-Tobago | 3-1   | Match amical                                                           |
| 14 | 28 mars 2009       | Port-d'Espagne | Trinité-et-Tobago - Honduras | 1-1   | Éliminatoires de la Coupe du monde 2010 : zone CONCACAF (4e tour)      |
| 15 | 5 septembre 2009   | San Pedro Sula | Honduras - Trinité-et-Tobago | 4-1   | Éliminatoires de la Coupe du monde 2010 : zone CONCACAF (4e tour)      |
| 16 | 15 juillet 2013    | Houston        | Honduras - Trinité-et-Tobago | 0-2   | Gold Cup 2013 (gr. B)                                                  |
| 17 | 15 novembre 2016   | San Pedro Sula | Honduras - Trinité-et-Tobago | 3-1   | Éliminatoires de la Coupe du monde 2018 (zone CONCACAF, 5e tour)       |
| 18 | 1er septembre 2017 | Couva          | Honduras - Trinité-et-Tobago | 1-2   | Éliminatoires de la Coupe du monde 2018 (zone CONCACAF, 5e tour)       |
| 19 | 10 octobre 2019    | Port-d'Espagne | Trinité-et-Tobago - Honduras | 0-2   | Ligue des nations de la CONCACAF 2019-2020 (Ligue A - gr. C)           |
| 20 | 17 novembre 2019   | San Pedro Sula | Honduras - Trinité-et-Tobago | 4-0   | Ligue des nations de la CONCACAF 2019-2020 (Ligue A - gr. C)           |

#### Bilan
Au 20 novembre 2019 :
- Total de matchs disputés : 20
- Victoires de Trinité-et-Tobago : 3
- Matchs nuls : 6
- Victoires du Honduras : 11
- Total de buts marqués par Trinité-et-Tobago : 19
- Total de buts marqués par le Honduras : 35

## I

### Îles Caïmans

#### Confrontations
Confrontations entre les îles Caïmans et Trinité-et-Tobago en matchs officiels :
|   | Date            | Lieu        | Match                            | Score | Compétition                                     |
| - | --------------- | ----------- | -------------------------------- | ----- | ----------------------------------------------- |
| 1 | 28 juillet 1995 | George Town | Îles Caïmans - Trinité-et-Tobago | 2-9   | Coupe caribéenne des nations 1995 (demi-finale) |
| 2 | 24 octobre 1995 | George Town | Îles Caïmans - Trinité-et-Tobago | 0-7   | Match amical                                    |
| 2 | 25 février 2001 | George Town | Îles Caïmans - Trinité-et-Tobago | 0-3   | Match amical                                    |

#### Bilan
Au 4 septembre 2018 :
- Total de matchs disputés : 3
- Victoires de Trinité-et-Tobago : 3
- Matchs nuls : 0
- Victoires des îles Caïmans : 0
- Total de buts marqués par Trinité-et-Tobago : 19
- Total de buts marqués par les îles Caïmans : 2

### Îles Vierges britanniques

#### Confrontations
Confrontations entre Trinité-et-Tobago et les îles Vierges britanniques en matchs officiels :
|   | Date             | Lieu           | Match                                         | Score | Compétition                                           |
| - | ---------------- | -------------- | --------------------------------------------- | ----- | ----------------------------------------------------- |
| 1 | 12 décembre 2004 | Road Town      | Îles Vierges britanniques - Trinité-et-Tobago | 0-4   | Coupe caribéenne des nations 2005 (tour préliminaire) |
| 2 | 19 décembre 2004 | Port-d'Espagne | Trinité-et-Tobago - Îles Vierges britanniques | 2-0   | Coupe caribéenne des nations 2005 (tour préliminaire) |

#### Bilan
Au 4 septembre 2018 :
- Total de matchs disputés : 2
- Victoires de Trinité-et-Tobago : 2
- Matchs nuls : 0
- Victoires des îles Vierges britanniques : 0
- Total de buts marqués par Trinité-et-Tobago : 6
- Total de buts marqués par les îles Vierges britanniques : 0

### Inde

#### Confrontations
Confrontations entre Trinité-et-Tobago et l'Inde :
|   | Date         | Lieu           | Match                    | Score | Compétition  |
| - | ------------ | -------------- | ------------------------ | ----- | ------------ |
| 1 | 21 août 2011 | Port-d'Espagne | Trinité-et-Tobago - Inde | 3-0   | Match amical |

#### Bilan
Au 4 septembre 2018 :
- Total de matchs disputés : 1
- Victoires de l'Inde : 0
- Matchs nuls : 0
- Victoires de Trinité-et-Tobago : 1
- Total de buts marqués par l'Inde : 0
- Total de buts marqués par Trinité-et-Tobago : 2

### Irak

#### Confrontations
Confrontations entre Trinité-et-Tobago et l'Irak :
|   | Date        | Lieu          | Match                    | Score | Compétition  |
| - | ----------- | ------------- | ------------------------ | ----- | ------------ |
| 1 | 23 mai 2004 | West Bromwich | Trinité-et-Tobago - Irak | 2-0   | Match amical |

#### Bilan
Au 4 septembre 2018 :
- Total de matchs disputés : 1
- Victoires de l'Irak : 0
- Matchs nuls : 0
- Victoires de Trinité-et-Tobago : 1
- Total de buts marqués par l'Irak : 0
- Total de buts marqués par Trinité-et-Tobago : 2

### Iran

#### Confrontations
Confrontations entre Trinité-et-Tobago et l'Iran :
|   | Date             | Lieu      | Match                    | Score | Compétition  |
| - | ---------------- | --------- | ------------------------ | ----- | ------------ |
| 1 | 8 juin 2014      | São Paulo | Trinité-et-Tobago - Iran | 0-2   | Match amical |
| 2 | 15 novembre 2018 | Téhéran   | Iran - Trinité-et-Tobago | 1-0   | Match amical |

#### Bilan
Au 30 novembre 2018 :
- Total de matchs disputés : 2
- Victoires de l'Iran : 2
- Matchs nuls : 0
- Victoires de Trinité-et-Tobago : 0
- Total de buts marqués par l'Iran : 3
- Total de buts marqués par Trinité-et-Tobago : 0

### Irlande

#### Confrontations
Confrontations entre Trinité-et-Tobago et l'Irlande :
|   | Date        | Lieu  | Match                       | Score | Compétition  |
| - | ----------- | ----- | --------------------------- | ----- | ------------ |
| 1 | 30 mai 1982 | Arima | Trinité-et-Tobago - Irlande | 2-1   | Match amical |

#### Bilan
Au 4 septembre 2018 :
- Total de matchs disputés : 1
- Victoires de l'Irlande : 0
- Matchs nuls : 0
- Victoires de Trinité-et-Tobago : 1
- Total de buts marqués par l'Irlande : 0
- Total de buts marqués par Trinité-et-Tobago : 2

### Irlande du Nord

#### Confrontations
Confrontations entre Trinité-et-Tobago et l'Irlande du Nord :
|   | Date        | Lieu    | Match                               | Score | Compétition  |
| - | ----------- | ------- | ----------------------------------- | ----- | ------------ |
| 1 | 6 juin 2004 | Bacolet | Trinité-et-Tobago - Irlande du Nord | 0-3   | Match amical |

#### Bilan
Au 4 septembre 2018 :
- Total de matchs disputés : 1
- Victoires de l'Irlande du Nord : 1
- Matchs nuls : 0
- Victoires de Trinité-et-Tobago : 0
- Total de buts marqués par l'Irlande du Nord : 3
- Total de buts marqués par Trinité-et-Tobago : 0

### Islande

#### Confrontations
Confrontations entre Trinité-et-Tobago et l'Islande :
|   | Date            | Lieu    | Match                       | Score | Compétition  |
| - | --------------- | ------- | --------------------------- | ----- | ------------ |
| 1 | 28 février 2006 | Londres | Islande - Trinité-et-Tobago | 0-2   | Match amical |

#### Bilan
Au 4 septembre 2018 :
- Total de matchs disputés : 1
- Victoires de l'Islande : 0
- Matchs nuls : 0
- Victoires de Trinité-et-Tobago : 1
- Total de buts marqués par l'Islande : 0
- Total de buts marqués par Trinité-et-Tobago : 2

## J

### Jamaïque

#### Confrontations
Confrontations entre Trinité-et-Tobago et la Jamaïque en matchs officiels, :
|    | Date              | Lieu           | Match                        | Score           | Compétition                                                            |
| -- | ----------------- | -------------- | ---------------------------- | --------------- | ---------------------------------------------------------------------- |
| 1  | 28 décembre 1935  | Kingston       | Jamaïque - Trinité-et-Tobago | 2-3             | Match amical                                                           |
| 2  | 4 janvier 1936    | Kingston       | Jamaïque - Trinité-et-Tobago | 0-1             | Match amical                                                           |
| 3  | 11 janvier 1936   | Kingston       | Jamaïque - Trinité-et-Tobago | 0-1             | Match amical                                                           |
| 4  | 12 février 1947   | Kingston       | Jamaïque - Trinité-et-Tobago | 0-0             | Match amical                                                           |
| 5  | 15 février 1947   | Kingston       | Jamaïque - Trinité-et-Tobago | 2-1             | Match amical                                                           |
| 6  | 19 février 1947   | Kingston       | Jamaïque - Trinité-et-Tobago | 1-0             | Match amical                                                           |
| 7  | 22 février 1947   | Kingston       | Jamaïque - Trinité-et-Tobago | 1-2             | Match amical                                                           |
| 8  | 26 février 1947   | Kingston       | Jamaïque - Trinité-et-Tobago | 0-6             | Match amical                                                           |
| 9  | 8 novembre 1947   | Port-d'Espagne | Trinité-et-Tobago - Jamaïque | 6-0             | Match amical                                                           |
| 10 | 12 novembre 1947  | San Fernando   | Trinité-et-Tobago - Jamaïque | 1-0             | Match amical                                                           |
| 11 | 2 mai 1949        | Kingston       | Jamaïque - Trinité-et-Tobago | 3-1             | Match amical                                                           |
| 12 | 4 mai 1949        | Kingston       | Jamaïque - Trinité-et-Tobago | 2-1             | Match amical                                                           |
| 13 | 7 mai 1949        | Kingston       | Jamaïque - Trinité-et-Tobago | 1-2             | Match amical                                                           |
| 14 | 10 août 1953      | Kingston       | Jamaïque - Trinité-et-Tobago | 3-2             | Match amical                                                           |
| 15 | 11 août 1953      | Kingston       | Jamaïque - Trinité-et-Tobago | 0-1             | Match amical                                                           |
| 16 | 21 janvier 1957   | Kingston       | Jamaïque - Trinité-et-Tobago | 2-0             | Match amical                                                           |
| 17 | 26 janvier 1957   | Kingston       | Jamaïque - Trinité-et-Tobago | 1-0             | Match amical                                                           |
| 18 | 28 janvier 1957   | Kingston       | Jamaïque - Trinité-et-Tobago | 2-1             | Match amical                                                           |
| 19 | 4 mai 1958        | Port-d'Espagne | Trinité-et-Tobago - Jamaïque | 1-0             | Match amical                                                           |
| 20 | 11 mai 1958       | Port-d'Espagne | Trinité-et-Tobago - Jamaïque | 4-0             | Match amical                                                           |
| 21 | 13 mai 1958       | Port-d'Espagne | Trinité-et-Tobago - Jamaïque | 0-1             | Match amical                                                           |
| 22 | 10 mars 1959      | Port-d'Espagne | Trinité-et-Tobago - Jamaïque | 2-1             | Match amical                                                           |
| 23 | 5 août 1965       | Kingston       | Jamaïque - Trinité-et-Tobago | 4-0             | Match amical                                                           |
| 24 | 15 juin 1966      | Port-au-Prince | Trinité-et-Tobago - Jamaïque | 4-1             | Match amical                                                           |
| 25 | 18 janvier 1967   | Kingston       | Jamaïque - Trinité-et-Tobago | 1-1             | Coupe des nations de la CONCACAF 1967 (tournoi qualificatif)           |
| 26 | 26 novembre 1967  | San Fernando   | Trinité-et-Tobago - Jamaïque | 1-0             | Match amical                                                           |
| 27 | 2 décembre 1967   | Port-d'Espagne | Trinité-et-Tobago - Jamaïque | 1-0             | Match amical                                                           |
| 28 | 30 novembre 1969  | San José       | Jamaïque - Trinité-et-Tobago | 2-3             | Championnat de la CONCACAF 1969 (tour final)                           |
| 29 | 31 août 1974      | New York       | Jamaïque - Trinité-et-Tobago | 2-1             | Match amical                                                           |
| 30 | 7 juin 1981       | Kingston       | Jamaïque - Trinité-et-Tobago | 2-0             | Coupe caribéenne des nations 1981 (tour préliminaire)                  |
| 31 | 19 juin 1981      | Arima          | Trinité-et-Tobago - Jamaïque | 4-0             | Coupe caribéenne des nations 1981 (tour préliminaire)                  |
| 32 | 27 juillet 1990   | Port-d'Espagne | Trinité-et-Tobago - Jamaïque | 0-0             | Coupe caribéenne des nations 1990 (gr. A)                              |
| 33 | 2 juin 1991       | Kingston       | Jamaïque - Trinité-et-Tobago | 2-0             | Coupe caribéenne des nations 1991 (finale)                             |
| 34 | 27 juin 1992      | Port-d'Espagne | Trinité-et-Tobago - Jamaïque | 3-1             | Coupe caribéenne des nations 1992 (finale)                             |
| 35 | 5 juillet 1992    | Port-d'Espagne | Trinité-et-Tobago - Jamaïque | 1-2             | Éliminatoires de la Coupe du monde 1994 (zone CONCACAF - 1er tour)     |
| 36 | 18 août 1992      | Kingston       | Jamaïque - Trinité-et-Tobago | 1-1             | Éliminatoires de la Coupe du monde 1994 (zone CONCACAF - 1er tour)     |
| 37 | 28 mai 1993       | Kingston       | Jamaïque - Trinité-et-Tobago | 2-0             | Coupe caribéenne des nations 1993 (demi-finale)                        |
| 38 | 23 juillet 1995   | Kingston       | Jamaïque - Trinité-et-Tobago | 1-0             | Coupe caribéenne des nations 1995 (gr. B)                              |
| 39 | 6 août 1995       | Toronto        | Jamaïque - Trinité-et-Tobago | 1-0             | Match amical                                                           |
| 40 | 24 septembre 1995 | Port-d'Espagne | Trinité-et-Tobago - Jamaïque | 1-0             | Match amical                                                           |
| 41 | 20 octobre 1995   | George Town    | Trinité-et-Tobago - Jamaïque | 0-1             | Match amical                                                           |
| 42 | 24 mai 1996       | Port-d'Espagne | Trinité-et-Tobago - Jamaïque | 1-0             | Coupe caribéenne des nations 1996 (gr. A)                              |
| 43 | 1er mai 1997      | Palo Seco      | Trinité-et-Tobago - Jamaïque | 1-1             | Match amical                                                           |
| 44 | 10 juillet 1997   | Saint John's   | Trinité-et-Tobago - Jamaïque | 1-1 (tab : 4-2) | Coupe caribéenne des nations 1997 (demi-finale)                        |
| 45 | 31 août 1997      | Kingston       | Jamaïque - Trinité-et-Tobago | 6-1             | Match amical                                                           |
| 46 | 23 novembre 1997  | Port-d'Espagne | Trinité-et-Tobago - Jamaïque | 0-0             | Match amical                                                           |
| 47 | 7 janvier 1998    | Port-d'Espagne | Trinité-et-Tobago - Jamaïque | 0-0             | Match amical                                                           |
| 48 | 31 juillet 1998   | Port-d'Espagne | Trinité-et-Tobago - Jamaïque | 1-2             | Coupe caribéenne des nations 1998 (finale)                             |
| 49 | 28 mars 1999      | Port-d'Espagne | Trinité-et-Tobago - Jamaïque | 2-1             | Match amical                                                           |
| 50 | 3 juin 1999       | Port-d'Espagne | Trinité-et-Tobago - Jamaïque | 1-0             | Coupe caribéenne des nations 1999 (gr. A)                              |
| 51 | 8 juillet 2000    | Port-d'Espagne | Trinité-et-Tobago - Jamaïque | 2-4             | Match amical                                                           |
| 52 | 28 février 2001   | Kingston       | Jamaïque - Trinité-et-Tobago | 1-0             | Qualification pour la Coupe du monde 2002 (zone CONCACAF - tour final) |
| 53 | 17 mai 2001       | Port-d'Espagne | Trinité-et-Tobago - Jamaïque | 2-1             | Coupe caribéenne des nations 2001 (gr. 1)                              |
| 54 | 30 juin 2001      | Port-d'Espagne | Trinité-et-Tobago - Jamaïque | 1-2             | Qualification pour la Coupe du monde 2002 (zone CONCACAF - tour final) |
| 55 | 20 février 2005   | Bridgetown     | Jamaïque - Trinité-et-Tobago | 2-1             | Coupe caribéenne des nations 2005 (tour final)                         |
| 56 | 26 mars 2008      | Kingston       | Jamaïque - Trinité-et-Tobago | 2-2             | Match amical                                                           |
| 57 | 7 juin 2008       | Tunapuna       | Trinité-et-Tobago - Jamaïque | 1-1             | Match amical                                                           |
| 58 | 7 décembre 2008   | Trelawny       | Jamaïque - Trinité-et-Tobago | 1-1             | Coupe caribéenne des nations 2008 (gr. A)                              |
| 59 | 11 août 2010      | Tunapuna       | Trinité-et-Tobago - Jamaïque | 1-3             | Match amical                                                           |
| 60 | 10 octobre 2010   | Kingston       | Jamaïque - Trinité-et-Tobago | 1-0             | Match amical                                                           |
| 61 | 15 novembre 2013  | Montego Bay    | Jamaïque - Trinité-et-Tobago | 0-1             | Match amical                                                           |
| 62 | 19 novembre 2013  | Port-d'Espagne | Trinité-et-Tobago - Jamaïque | 2-0             | Match amical                                                           |
| 63 | 18 novembre 2014  | Montego Bay    | Jamaïque - Trinité-et-Tobago | 0-0 (tab : 4-3) | Coupe caribéenne des nations 2014 (finale)                             |
| 64 | 24 août 2017      | Port-d'Espagne | Trinité-et-Tobago - Jamaïque | 1-2             | Match amical                                                           |
| 65 | 12 mars 2023      | Montego Bay    | Jamaïque - Trinité-et-Tobago | 0-1             | Match amical                                                           |
| 66 | 15 mars 2023      | Kingston       | Jamaïque - Trinité-et-Tobago | 0-0             | Match amical                                                           |

#### Bilan
Au 15 mars 2023 :
- Total de matchs disputés : 66
- Victoires de Trinité-et-Tobago : 26
- Matchs nuls : 13
- Victoires de la Jamaïque : 27
- Total de buts marqués par Trinité-et-Tobago : 82
- Total de buts marqués par la Jamaïque : 77

### Japon

#### Confrontations
Confrontations entre Trinité-et-Tobago et le Japon en matchs officiels.
|   | Date        | Lieu   | Match                     | Score | Compétition  |
| - | ----------- | ------ | ------------------------- | ----- | ------------ |
| 1 | 9 août 2006 | Tokyo  | Japon - Trinité-et-Tobago | 2-0   | Match amical |
| 2 | 5 juin 2019 | Toyota | Japon - Trinité-et-Tobago | 0-0   | Match amical |

#### Bilan
Au 16 juin 2019 :
- Total de matchs disputés : 2
- Victoires du Japon : 1
- Matchs nuls : 1
- Victoires de Trinité-et-Tobago : 0
- Total de buts marqués par le Japon : 2
- Total de buts marqués par Trinité-et-Tobago : 0

### Jordanie

#### Confrontations
Confrontations entre Trinité-et-Tobago et la Jordanie en matchs officiels :
|   | Date         | Lieu  | Match                        | Score | Compétition  |
| - | ------------ | ----- | ---------------------------- | ----- | ------------ |
| 1 | 16 juin 2015 | Irbid | Jordanie - Trinité-et-Tobago | 3-0   | Match amical |

#### Bilan
Au 4 septembre 2018 :
- Total de matchs disputés : 1
- Victoires de Trinité-et-Tobago : 0
- Match nul : 0
- Victoires de la Jordanie : 1
- Total de buts marqués par Trinité-et-Tobago : 0
- Total de buts marqués par la Jordanie : 3

## K

### Kenya

#### Confrontations
Confrontations entre Trinité-et-Tobago et le Kenya en matchs officiels.
|   | Date        | Lieu    | Match                     | Score | Compétition  |
| - | ----------- | ------- | ------------------------- | ----- | ------------ |
| 1 | 31 mai 2003 | Nairobi | Kenya - Trinité-et-Tobago | 1-1   | Match amical |

#### Bilan
Au 4 septembre 2018 :
- Total de matchs disputés : 1
- Victoires du Kenya : 0
- Matchs nuls : 1
- Victoires de Trinité-et-Tobago : 0
- Total de buts marqués par le Kenya : 1
- Total de buts marqués par Trinité-et-Tobago : 1

### Koweït

#### Confrontations
Confrontations entre Trinité-et-Tobago et le Koweït en matchs officiels.
|   | Date        | Lieu     | Match                      | Score           | Compétition    |
| - | ----------- | -------- | -------------------------- | --------------- | -------------- |
| 1 | 3 août 2001 | Shanghai | Koweït - Trinité-et-Tobago | 1-1 (tab : 4-3) | Tournoi amical |

#### Bilan
Au 4 septembre 2018 :
- Total de matchs disputés : 1
- Victoires du Koweït : 0
- Matchs nuls : 1
- Victoires de Trinité-et-Tobago : 0
- Total de buts marqués par le Koweït : 1
- Total de buts marqués par Trinité-et-Tobago : 1

## M

### Maroc
Confrontations entre Trinité-et-Tobago et le Maroc en matchs officiels.
|   | Date              | Lieu      | Match                     | Score | Compétition  |
| - | ----------------- | --------- | ------------------------- | ----- | ------------ |
| 1 | 18 janvier 2000   | El Jadida | Maroc - Trinité-et-Tobago | 1-0   | Match amical |
| 2 | 10 septembre 2003 | Marrakech | Maroc - Trinité-et-Tobago | 2-0   | Match amical |

#### Bilan
Au 4 septembre 2018 :
- Total de matchs disputés : 2
- Victoires du Maroc : 2
- Matchs nuls : 0
- Victoires de Trinité-et-Tobago : 0
- Total de buts marqués par le Maroc : 3
- Total de buts marqués par Trinité-et-Tobago : 0

### Martinique

#### Confrontations
Confrontations entre Trinité-et-Tobago et la Martinique en matchs officiels, :
|    | Date              | Lieu           | Match                          | Score           | Compétition                                                     |
| -- | ----------------- | -------------- | ------------------------------ | --------------- | --------------------------------------------------------------- |
| 1  | 1er juillet 1949  | Martinique     | Martinique - Trinité-et-Tobago | 2-0             | Match amical                                                    |
| 2  | 18 septembre 1960 | Port-d'Espagne | Trinité-et-Tobago - Martinique | 1-1             | Match amical                                                    |
| 3  | 20 septembre 1960 | Port-d'Espagne | Trinité-et-Tobago - Martinique | 1-1             | Match amical                                                    |
| 4  | 22 septembre 1960 | Port-d'Espagne | Trinité-et-Tobago - Martinique | 3-1             | Match amical                                                    |
| 5  | 24 septembre 1960 | Port-d'Espagne | Trinité-et-Tobago - Martinique | 0-0             | Match amical                                                    |
| 6  | octobre 1967      | Port-d'Espagne | Trinité-et-Tobago - Martinique | 3-2             | Match amical                                                    |
| 7  | octobre 1967      | Port-d'Espagne | Trinité-et-Tobago - Martinique | 2-2             | Match amical                                                    |
| 8  | 30 septembre 1972 | Fort-de-France | Martinique - Trinité-et-Tobago | 1-2             | Match amical                                                    |
| 9  | 3 octobre 1972    | Fort-de-France | Martinique - Trinité-et-Tobago | 1-2             | Match amical                                                    |
| 10 | octobre 1973      | Port-d'Espagne | Trinité-et-Tobago - Martinique | 2-0             | Match amical                                                    |
| 11 | mars 1979         | Bridgetown     | Martinique - Trinité-et-Tobago | 0-0             | Match amical                                                    |
| 12 | 24 mai 1979       | Fort-de-France | Martinique - Trinité-et-Tobago | 3-1             | Match amical                                                    |
| 13 | 25 juillet 1983   | Cayenne        | Martinique - Trinité-et-Tobago | 3-1             | Coupe caribéenne des nations 1983 (tour final)                  |
| 14 | 9 juillet 1988    | Martinique     | Martinique - Trinité-et-Tobago | 0-3             | Coupe caribéenne des nations 1988 (tour final)                  |
| 15 | 25 mai 1991       | Kingston       | Trinité-et-Tobago - Martinique | 1-0             | Coupe caribéenne des nations 1991 (gr. B)                       |
| 16 | 19 juin 1992      | Port-d'Espagne | Trinité-et-Tobago - Martinique | 2-1             | Coupe caribéenne des nations 1992 (gr. A)                       |
| 17 | 25 mai 1993       | Montego Bay    | Martinique - Trinité-et-Tobago | 3-2             | Coupe caribéenne des nations 1993 (gr. B)                       |
| 18 | 11 juin 1993      | Martinique     | Martinique - Trinité-et-Tobago | 1-1             | Match amical                                                    |
| 19 | 17 avril 1994     | Port-d'Espagne | Trinité-et-Tobago - Martinique | 7-2             | Coupe caribéenne des nations 1994 (finale)                      |
| 20 | 2 juin 1996       | Port-d'Espagne | Trinité-et-Tobago - Martinique | 2-1 a. p.       | Coupe caribéenne des nations 1996 (demi-finale)                 |
| 21 | 4 juillet 1997    | Basseterre     | Martinique - Trinité-et-Tobago | 2-1             | Coupe caribéenne des nations 1997 (gr. B)                       |
| 22 | 17 décembre 1997  | Fort-de-France | Martinique - Trinité-et-Tobago | 3-0             | Match amical                                                    |
| 23 | 18 décembre 1997  | Fort-de-France | Martinique - Trinité-et-Tobago | 3-2             | Match amical                                                    |
| 24 | 24 juillet 1998   | Port-d'Espagne | Trinité-et-Tobago - Martinique | 2-1             | Coupe caribéenne des nations 1998 (gr. A)                       |
| 25 | 19 mai 2001       | Port-d'Espagne | Trinité-et-Tobago - Martinique | 1-2             | Coupe caribéenne des nations 2001 (gr. 1)                       |
| 26 | 22 janvier 2002   | Miami          | Trinité-et-Tobago - Martinique | 0-1             | Gold Cup 2002 (gr. C)                                           |
| 27 | 23 avril 2003     | Fort-de-France | Martinique - Trinité-et-Tobago | 3-2             | Gold Cup 2003 (tour préliminaire)                               |
| 28 | 15 janvier 2007   | Port-d'Espagne | Trinité-et-Tobago - Martinique | 5-1             | Coupe caribéenne des nations 2007 (gr. Sedley Joseph)           |
| 29 | 30 novembre 2010  | Fort-de-France | Martinique - Trinité-et-Tobago | 0-1             | Coupe caribéenne des nations 2010 (gr. H)                       |
| 30 | 14 décembre 2012  | Saint John's   | Martinique - Trinité-et-Tobago | 1-1 (tab : 4-5) | Coupe caribéenne des nations 2012 (demi-finale)                 |
| 31 | 11 octobre 2016   | Fort-de-France | Martinique - Trinité-et-Tobago | 2-0 a. p.       | Éliminatoires de la Coupe caribéenne des nations 2017 (3e tour) |
| 32 | 25 mars 2018      | Fort-de-France | Martinique - Trinité-et-Tobago | 0-0             | Match amical                                                    |
| 33 | 6 septembre 2019  | Fort-de-France | Martinique - Trinité-et-Tobago | 1-1             | Ligue des nations de la CONCACAF 2019-2020 (Ligue A - gr. C)    |
| 34 | 9 septembre 2019  | Port-d'Espagne | Trinité-et-Tobago - Martinique | 2-2             | Ligue des nations de la CONCACAF 2019-2020 (Ligue A - gr. C)    |

#### Bilan
Au 20 novembre 2019 :
- Total de matchs disputés : 34
- Victoires de Trinité-et-Tobago : 13
- Match nul : 10
- Victoires de la Martinique : 11
- Total de buts marqués par Trinité-et-Tobago : 54
- Total de buts marqués par la Martinique : 47

### Mexique

#### Confrontations
Confrontations en matchs officiels entre le Mexique et Trinité-et-Tobago, :
|    | Date             | Lieu            | Match                       | Score | Compétition                                                          |
| -- | ---------------- | --------------- | --------------------------- | ----- | -------------------------------------------------------------------- |
| 1  | 12 mars 1967     | Tegucigalpa     | Mexique - Trinité-et-Tobago | 4-0   | Coupe des nations de la CONCACAF 1967 (tour final)                   |
| 2  | 8 décembre 1969  | San José        | Mexique - Trinité-et-Tobago | 0-0   | Championnat de la CONCACAF 1969 (tour final)                         |
| 3  | 26 novembre 1971 | Port-d'Espagne  | Trinité-et-Tobago - Mexique | 0-2   | Coupe des nations de la CONCACAF 1971 (tour final)                   |
| 4  | 14 décembre 1973 | Port-au-Prince  | Trinité-et-Tobago - Mexique | 4-0   | Coupe des nations de la CONCACAF 1973 (tour final)                   |
| 5  | 11 novembre 1984 | Port-d'Espagne  | Trinité-et-Tobago - Mexique | 0-2   | Match amical                                                         |
| 6  | 4 février 1998   | Oakland         | Mexique - Trinité-et-Tobago | 4-2   | Gold Cup 1998 (gr. B)                                                |
| 7  | 13 février 2000  | San Diego       | Mexique - Trinité-et-Tobago | 4-0   | Gold Cup 2000 (gr. C)                                                |
| 8  | 23 juillet 2000  | Port-d'Espagne  | Trinité-et-Tobago - Mexique | 1-0   | Éliminatoires de la Coupe du monde 2002 (zone CONCACAF - 2e tour)    |
| 9  | 8 octobre 2000   | Mexico          | Mexique - Trinité-et-Tobago | 7-0   | Éliminatoires de la Coupe du monde 2002 (zone CONCACAF - 2e tour)    |
| 10 | 25 avril 2001    | Port-d'Espagne  | Trinité-et-Tobago - Mexique | 1-1   | Éliminatoires de la Coupe du monde 2002 (zone CONCACAF - tour final) |
| 11 | 5 septembre 2001 | Mexico          | Mexique - Trinité-et-Tobago | 3-0   | Éliminatoires de la Coupe du monde 2002 (zone CONCACAF - tour final) |
| 12 | 8 septembre 2004 | Port-d'Espagne  | Trinité-et-Tobago - Mexique | 1-3   | Éliminatoires de la Coupe du monde 2006 (zone CONCACAF - 3e tour)    |
| 13 | 13 octobre 2004  | Puebla          | Mexique - Trinité-et-Tobago | 3-0   | Éliminatoires de la Coupe du monde 2006 (zone CONCACAF - 3e tour)    |
| 14 | 8 juin 2005      | Monterrey       | Mexique - Trinité-et-Tobago | 2-0   | Éliminatoires de la Coupe du monde 2006 (zone CONCACAF - tour final) |
| 15 | 12 octobre 2005  | Port-d'Espagne  | Trinité-et-Tobago - Mexique | 2-1   | Éliminatoires de la Coupe du monde 2006 (zone CONCACAF - tour final) |
| 16 | 10 juin 2009     | Mexico          | Mexique - Trinité-et-Tobago | 2-1   | Éliminatoires de la Coupe du monde 2010 : zone CONCACAF (4e tour)    |
| 17 | 14 octobre 2009  | Tunapuna        | Trinité-et-Tobago - Mexique | 2-2   | Éliminatoires de la Coupe du monde 2010 : zone CONCACAF (4e tour)    |
| 18 | 20 juillet 2013  | Atlanta         | Mexique - Trinité-et-Tobago | 1-0   | Gold Cup 2013 (quart de finale)                                      |
| 19 | 15 juillet 2015  | Charlotte       | Mexique - Trinité-et-Tobago | 4-4   | Gold Cup 2015 (gr. C)                                                |
| 20 | 4 septembre 2015 | Sandy           | Mexique - Trinité-et-Tobago | 3-3   | Match amical                                                         |
| 21 | 28 mars 2017     | Port-d'Espagne  | Trinité-et-Tobago - Mexique | 0-1   | Éliminatoires de la Coupe du monde 2018 (zone CONCACAF, 5e tour)     |
| 22 | 6 octobre 2017   | San Luis Potosí | Mexique - Trinité-et-Tobago | 3-1   | Éliminatoires de la Coupe du monde 2018 (zone CONCACAF, 5e tour)     |
| 23 | 2 octobre 2019   | Toluca          | Mexique - Trinité-et-Tobago | 2-0   | Match amical                                                         |

#### Bilan
Au 20 novembre 2019 :
- Total de matchs disputés : 23
- Victoires du Mexique : 15
- Matchs nuls : 5
- Victoires de Trinité-et-Tobago : 3
- Total de buts marqués par le Mexique : 54
- Total de buts marqués par Trinité-et-Tobago : 22

## N

### Nicaragua

#### Confrontations
Confrontations entre Trinité-et-Tobago et le Nicaragua.
|   | Date             | Lieu           | Match                         | Score | Compétition                                              |
| - | ---------------- | -------------- | ----------------------------- | ----- | -------------------------------------------------------- |
| 1 | 16 mars 1967     | Tegucigalpa    | Nicaragua - Trinité-et-Tobago | 1-3   | Phase finale de la Coupe des nations de la CONCACAF 1967 |
| 2 | 12 octobre 2015  | Port-d'Espagne | Trinité-et-Tobago - Nicaragua | 0-0   | Match amical                                             |
| 3 | 27 décembre 2016 | Managua        | Nicaragua - Trinité-et-Tobago | 2-1   | Match amical                                             |
| 4 | 30 décembre 2016 | Managua        | Nicaragua - Trinité-et-Tobago | 1-3   | Match amical                                             |

#### Bilan
- Total de matchs disputés : 4
- Victoires du Nicaragua : 1
- Match nul : 1
- Victoires de Trinité-et-Tobago : 2

### Norvège

#### Confrontations
Confrontations entre Trinité-et-Tobago et la Norvège en matchs officiels :
|   | Date             | Lieu           | Match                       | Score | Compétition  |
| - | ---------------- | -------------- | --------------------------- | ----- | ------------ |
| 1 | 29 novembre 1995 | Port-d'Espagne | Trinité-et-Tobago - Norvège | 3-2   | Match amical |

#### Bilan
Au 4 septembre 2018 :
- Total de matchs disputés : 1
- Victoires de Trinité-et-Tobago : 1
- Match nul : 0
- Victoires de la Norvège : 0
- Total de buts marqués par Trinité-et-Tobago : 3
- Total de buts marqués par la Norvège : 2

### Nouvelle-Zélande

#### Confrontations
Confrontations entre Trinité-et-Tobago et la Nouvelle-Zélande en matchs officiels :
|   | Date            | Lieu           | Match                                | Score | Compétition  |
| - | --------------- | -------------- | ------------------------------------ | ----- | ------------ |
| 1 | 15 octobre 2013 | Port-d'Espagne | Trinité-et-Tobago - Nouvelle-Zélande | 0-0   | Match amical |

#### Bilan
Au 4 septembre 2018 :
- Total de matchs disputés : 1
- Victoires de Trinité-et-Tobago : 0
- Match nul : 1
- Victoires de la Nouvelle-Zélande : 0
- Total de buts marqués par Trinité-et-Tobago : 0
- Total de buts marqués par la Nouvelle-Zélande : 0

## P

### Panama

#### Confrontations
Confrontations en matchs officiels entre Trinité-et-Tobago et le Panama, :
|    | Date               | Lieu            | Match                      | Score           | Compétition                                                          |
| -- | ------------------ | --------------- | -------------------------- | --------------- | -------------------------------------------------------------------- |
| 1  | 14 avril 1985      | Panama          | Panama - Trinité-et-Tobago | 0-0             | Match amical                                                         |
| 2  | 17 avril 1985      | David           | Panama - Trinité-et-Tobago | 1-1             | Match amical                                                         |
| 3  | 1er septembre 1989 | Port-d'Espagne  | Trinité-et-Tobago - Panama | 2-0             | Match amical                                                         |
| 4  | 30 juillet 1996    | Panama          | Panama - Trinité-et-Tobago | 1-0             | Match amical                                                         |
| 5  | 12 octobre 1999    | Panama          | Panama - Trinité-et-Tobago | 2-2             | Match amical                                                         |
| 6  | 16 août 2000       | Port-d'Espagne  | Trinité-et-Tobago - Panama | 6-0             | Éliminatoires de la Coupe du monde 2002 (zone CONCACAF - 2e tour)    |
| 7  | 15 novembre 2000   | Port-d'Espagne  | Trinité-et-Tobago - Panama | 1-0             | Éliminatoires de la Coupe du monde 2002 (zone CONCACAF - 2e tour)    |
| 8  | 10 juin 2001       | La Chorrera     | Panama - Trinité-et-Tobago | 0-0             | Match amical                                                         |
| 9  | 4 juin 2005        | Port-d'Espagne  | Trinité-et-Tobago - Panama | 2-0             | Éliminatoires de la Coupe du monde 2006 (zone CONCACAF - tour final) |
| 10 | 10 juillet 2005    | Miami           | Panama - Trinité-et-Tobago | 2-2             | Gold Cup 2005 (gr. A)                                                |
| 11 | 8 octobre 2005     | Panama          | Panama - Trinité-et-Tobago | 0-1             | Éliminatoires de la Coupe du monde 2006 (zone CONCACAF - tour final) |
| 12 | 11 octobre 2006    | Port-d'Espagne  | Trinité-et-Tobago - Panama | 2-1             | Match amical                                                         |
| 13 | 31 janvier 2007    | Panama          | Panama - Trinité-et-Tobago | 2-1             | Match amical                                                         |
| 14 | 18 mars 2009       | San Fernando    | Trinité-et-Tobago - Panama | 1-0             | Match amical                                                         |
| 15 | 7 septembre 2010   | Panama          | Panama - Trinité-et-Tobago | 3-0             | Match amical                                                         |
| 16 | 27 mars 2015       | Couva           | Trinité-et-Tobago - Panama | 0-1             | Match amical                                                         |
| 17 | 19 juillet 2015    | East Rutherford | Trinité-et-Tobago - Panama | 1-1 (tab : 5-6) | Gold Cup 2015 (quart de finale)                                      |
| 18 | 8 octobre 2015     | Panama          | Panama - Trinité-et-Tobago | 1-2             | Match amical                                                         |
| 19 | 23 mars 2017       | Port-d'Espagne  | Trinité-et-Tobago - Panama | 1-0             | Éliminatoires de la Coupe du monde 2018 (zone CONCACAF, 5e tour)     |
| 20 | 5 septembre 2017   | Panama          | Panama - Trinité-et-Tobago | 3-0             | Éliminatoires de la Coupe du monde 2018 (zone CONCACAF, 5e tour)     |
| 21 | 17 avril 2018      | Couva           | Trinité-et-Tobago - Panama | 0-1             | Match amical                                                         |
| 22 | 18 juin 2019       | Saint Paul      | Panama - Trinité-et-Tobago | 2-0             | Gold Cup 2019 (gr. D)                                                |

#### Bilan
Au 22 juin 2019 :
- Total de matchs disputés : 22
- Victoires du Panama : 7
- Matchs nuls : 6
- Victoires de Trinité-et-Tobago : 9
- Total de buts marqués par le Panama : 21
- Total de buts marqués par Trinité-et-Tobago : 27

### Paraguay
Confrontations entre Trinité-et-Tobago et le Paraguay :
|   | Date         | Lieu           | Match                        | Score | Compétition                 |
| - | ------------ | -------------- | ---------------------------- | ----- | --------------------------- |
| 1 | 19 mars 1989 | Port-d'Espagne | Trinité-et-Tobago - Paraguay | 2-2   | Match amical                |
| 2 | 22 mars 1989 | Port-d'Espagne | Trinité-et-Tobago - Paraguay | 1-1   | Match amical                |
| 3 | 20 juin 2006 | Kaiserslautern | Paraguay - Trinité-et-Tobago | 2-0   | Coupe du monde 2006 (gr. B) |

#### Bilan
Au 4 septembre 2018 :
- Total de matchs disputés : 3
- Victoires du Paraguay : 1
- Matchs nuls : 2
- Victoires de Trinité-et-Tobago : 0

### Pays de Galles
Confrontations entre Trinité-et-Tobago et le pays de Galles :
|   | Date         | Lieu    | Match                              | Score | Compétition  |
| - | ------------ | ------- | ---------------------------------- | ----- | ------------ |
| 1 | 27 mai 2006  | Graz    | Pays de Galles - Trinité-et-Tobago | 2-1   | Match amical |
| 2 | 20 mars 2019 | Wrexham | Pays de Galles - Trinité-et-Tobago | 1-0   | Match amical |

#### Bilan
Au 29 mars 2019 :
- Total de matchs disputés : 2
- Victoires du pays de Galles : 2
- Matchs nuls : 0
- Victoires de Trinité-et-Tobago : 0
- Total de buts marqués par le pays de Galles : 3
- Total de buts marqués par Trinité-et-Tobago : 1

### Pérou

#### Confrontations
Confrontations entre Trinité-et-Tobago et le Pérou en matchs officiels :
|   | Date           | Lieu           | Match                     | Score | Compétition  |
| - | -------------- | -------------- | ------------------------- | ----- | ------------ |
| 1 | 16 juin 1989   | Port-d'Espagne | Trinité-et-Tobago - Pérou | 2-1   | Match amical |
| 2 | 10 mai 2006    | Port-d'Espagne | Trinité-et-Tobago - Pérou | 1-1   | Match amical |
| 3 | 6 février 2013 | Couva          | Trinité-et-Tobago - Pérou | 0-2   | Match amical |
| 4 | 26 mars 2013   | Lima           | Pérou - Trinité-et-Tobago | 3-0   | Match amical |
| 5 | 23 mai 2013    | Lima           | Pérou - Trinité-et-Tobago | 4-0   | Match amical |

#### Bilan
Au 4 septembre 2018 :
- Total de matchs disputés : 5
- Victoires du Pérou : 3
- Victoires de Trinité-et-Tobago : 1
- Matchs nuls : 1
- Total de buts marqués par le Pérou : 11
- Total de buts marqués par Trinité-et-Tobago : 3

### Porto Rico

#### Confrontations
Confrontations entre Porto Rico et Trinité-et-Tobago en matchs officiels,.
|   | Date             | Lieu     | Match                          | Score | Compétition                                           |
| - | ---------------- | -------- | ------------------------------ | ----- | ----------------------------------------------------- |
| 1 | 9 mai 1949       | San Juan | Porto Rico - Trinité-et-Tobago | 2-8   | Match amical                                          |
| 2 | 11 mai 1949      | San Juan | Porto Rico - Trinité-et-Tobago | 0-7   | Match amical                                          |
| 3 | 25 octobre 1981  | San Juan | Porto Rico - Trinité-et-Tobago | 0-6   | Coupe caribéenne des nations 1981 (tour final)        |
| 4 | 24 novembre 2004 | Tunapuna | Trinité-et-Tobago - Porto Rico | 5-0   | Coupe caribéenne des nations 2005 (tour préliminaire) |
| 5 | 26 janvier 2008  | San Juan | Porto Rico - Trinité-et-Tobago | 2-2   | Match amical                                          |

#### Bilan
Au 4 septembre 2018 :
- Total de matchs disputés : 5
- Victoires de Trinité-et-Tobago : 4
- Matchs nuls : 1
- Victoires de Porto Rico : 0
- Total de buts marqués par Trinité-et-Tobago : 28
- Total de buts marqués par Porto Rico : 4

## R

### République dominicaine

#### Confrontations
Confrontations entre la République dominicaine et Trinité-et-Tobago en matchs officiels :
|    | Date             | Lieu           | Match                                      | Score | Compétition                                                              |
| -- | ---------------- | -------------- | ------------------------------------------ | ----- | ------------------------------------------------------------------------ |
| 1  | 27 mai 1991      | Kingston       | Trinité-et-Tobago - République dominicaine | 7-0   | Coupe caribéenne des nations 1991 (gr. B)                                |
| 2  | 15 juin 1996     | Saint-Domingue | République dominicaine - Trinité-et-Tobago | 1-4   | Éliminatoires de la Coupe du monde 1998 (zone CONCACAF - gr. Caraïbes 2) |
| 3  | 23 juin 1996     | Port-d'Espagne | Trinité-et-Tobago - République dominicaine | 8-0   | Éliminatoires de la Coupe du monde 1998 (zone CONCACAF - gr. Caraïbes 2) |
| 4  | 2 avril 2000     | Port-d'Espagne | Trinité-et-Tobago - République dominicaine | 3-0   | Éliminatoires de la Coupe du monde 2002 (zone CONCACAF - gr. Caraïbes 3) |
| 5  | 16 avril 2000    | Saint-Domingue | République dominicaine - Trinité-et-Tobago | 0-1   | Éliminatoires de la Coupe du monde 2002 (zone CONCACAF - gr. Caraïbes 3) |
| 6  | 13 juin 2004     | Saint-Domingue | République dominicaine - Trinité-et-Tobago | 0-2   | Qualification pour la Coupe du monde 2006 (zone CONCACAF - 1er tour)     |
| 7  | 20 juin 2004     | San Fernando   | Trinité-et-Tobago - République dominicaine | 4-0   | Qualification pour la Coupe du monde 2006 (zone CONCACAF - 1er tour)     |
| 8  | 8 octobre 2008   | Port-d'Espagne | Trinité-et-Tobago - République dominicaine | 9-0   | Match amical                                                             |
| 9  | 11 décembre 2012 | Saint John's   | Trinité-et-Tobago - République dominicaine | 2-1   | Coupe caribéenne des nations 2012 (gr. A)                                |
| 10 | 8 octobre 2014   | Couva          | Trinité-et-Tobago - République dominicaine | 6-1   | Éliminatoires de la Coupe caribéenne des nations 2014 (2e tour)          |
| 11 | 5 octobre 2016   | Couva          | Trinité-et-Tobago - République dominicaine | 4-0   | Éliminatoires de la Coupe caribéenne des nations 2017 (3e tour)          |

#### Bilan
Au 4 septembre 2018 :
- Total de matchs disputés : 11
- Victoires de la République dominicaine : 0
- Matchs nuls : 0
- Victoires de Trinité-et-Tobago : 11
- Total de buts marqués par la République dominicaine : 3
- Total de buts marqués par Trinité-et-Tobago : 50

### Roumanie

#### Confrontations
Confrontations entre Trinité-et-Tobago et la Roumanie en matchs officiels :
|   | Date        | Lieu     | Match                        | Score | Compétition  |
| - | ----------- | -------- | ---------------------------- | ----- | ------------ |
| 1 | 4 juin 2013 | Bucarest | Roumanie - Trinité-et-Tobago | 4-0   | Match amical |

#### Bilan
Au 4 septembre 2018 :
- Total de matchs disputés : 1
- Victoires de Trinité-et-Tobago : 0
- Match nul : 0
- Victoires de la Roumanie : 1
- Total de buts marqués par Trinité-et-Tobago : 0
- Total de buts marqués par la Roumanie : 4

### Russie
Confrontations entre l'équipe de Trinité-et-Tobago de football et les équipes d'URSS et de Russie de football :
|   | Date             | Lieu           | Match                    | Score | Compétition    |
| - | ---------------- | -------------- | ------------------------ | ----- | -------------- |
| 1 | 24 novembre 1990 | Port-d'Espagne | Trinité-et-Tobago - URSS | 0-2   | Tournoi amical |

#### Bilan
- Total de matchs disputés : 1
- Victoires de l'équipe de Trinité-et-Tobago : 0
- Victoires de l'équipe de Russie : 1
- Matchs nuls : 0

## S

### Saint-Christophe-et-Niévès
Confrontations entre Trinité-et-Tobago et Saint-Christophe-et-Niévès en matchs officiels,.
|    | Date             | Lieu           | Match                                          | Score | Compétition                                                       |
| -- | ---------------- | -------------- | ---------------------------------------------- | ----- | ----------------------------------------------------------------- |
| 1  | 11 octobre 1972  |                | Saint-Christophe-et-Niévès - Trinité-et-Tobago | 0-3   | Match amical                                                      |
| 2  | 21 mai 1989      | Basseterre     | Saint-Christophe-et-Niévès - Trinité-et-Tobago | 0-2   | Coupe caribéenne des nations 1989 (qualifications)                |
| 3  | 30 mai 1993      | Kingston       | Trinité-et-Tobago - Saint-Christophe-et-Niévès | 3-2   | Coupe caribéenne des nations 1993 (match pour la 3e place)        |
| 4  | 28 mai 1996      | Port-d'Espagne | Trinité-et-Tobago - Saint-Christophe-et-Niévès | 5-1   | Coupe caribéenne des nations 1996 (gr. A)                         |
| 5  | 8 juillet 1997   | Basseterre     | Saint-Christophe-et-Niévès - Trinité-et-Tobago | 0-3   | Coupe caribéenne des nations 1997 (gr. B)                         |
| 6  | 13 juillet 1997  | Basseterre     | Saint-Christophe-et-Niévès - Trinité-et-Tobago | 0-4   | Coupe caribéenne des nations 1997 (finale)                        |
| 7  | 28 mai 1998      | Basseterre     | Saint-Christophe-et-Niévès - Trinité-et-Tobago | 4-1   | Match amical                                                      |
| 8  | 28 juillet 2002  | Basseterre     | Saint-Christophe-et-Niévès - Trinité-et-Tobago | 2-1   | Match amical                                                      |
| 9  | 15 novembre 2002 | Port-d'Espagne | Saint-Christophe-et-Niévès - Trinité-et-Tobago | 0-2   | Gold Cup 2003 (tournoi qualificatif Caraïbes) (2e tour)           |
| 10 | 2 août 2003      | Basseterre     | Saint-Christophe-et-Niévès - Trinité-et-Tobago | 1-2   | Match amical                                                      |
| 11 | 4 septembre 2004 | Basseterre     | Saint-Christophe-et-Niévès - Trinité-et-Tobago | 1-2   | Éliminatoires de la Coupe du monde 2006 (zone CONCACAF - 2e tour) |
| 12 | 10 octobre 2004  | San Fernando   | Trinité-et-Tobago - Saint-Christophe-et-Niévès | 5-1   | Éliminatoires de la Coupe du monde 2006 (zone CONCACAF - 2e tour) |
| 13 | 7 novembre 2008  | Tunapuna       | Trinité-et-Tobago - Saint-Christophe-et-Niévès | 3-1   | Coupe caribéenne des nations 2008 (qualifications)                |
| 14 | 12 juillet 2009  | Basseterre     | Saint-Christophe-et-Niévès - Trinité-et-Tobago | 2-3   | Match amical                                                      |
| 15 | 12 octobre 2012  | Basseterre     | Saint-Christophe-et-Niévès - Trinité-et-Tobago | 0-1   | Coupe caribéenne des nations 2012 (qualifications)                |

#### Bilan
Au 4 septembre 2018 :
- Total de matchs disputés : 15
- Victoires de Trinité-et-Tobago : 13
- Match nul : 0
- Victoires de Saint-Christophe-et-Niévès : 2
- Total de buts marqués par Trinité-et-Tobago : 40
- Total de buts marqués par Saint-Christophe-et-Niévès : 15

### Sainte-Lucie

#### Confrontations
Confrontations entre Sainte-Lucie et Trinité-et-Tobago, :
|   | Date              | Lieu         | Match                            | Score | Compétition                                                     |
| - | ----------------- | ------------ | -------------------------------- | ----- | --------------------------------------------------------------- |
| 1 | 27 mai 1991       | Kingston     | Sainte-Lucie - Trinité-et-Tobago | 2-1   | Coupe caribéenne des nations 1991 (gr. B)                       |
| 2 | 23 mai 1993       | Montego Bay  | Trinité-et-Tobago - Sainte-Lucie | 1-1   | Coupe caribéenne des nations 1993 (gr. B)                       |
| 3 | 21 juillet 1995   | Montego Bay  | Trinité-et-Tobago - Sainte-Lucie | 5-0   | Coupe caribéenne des nations 1995 (gr. B)                       |
| 4 | 13 novembre 2002  | Tunapuna     | Trinité-et-Tobago - Sainte-Lucie | 0-1   | Gold Cup 2003 (tournoi qualificatif Caraïbes) (2e tour)         |
| 5 | 21 septembre 2010 | Saint John's | Trinité-et-Tobago - Sainte-Lucie | 3-0   | Match amical                                                    |
| 6 | 10 octobre 2014   | Couva        | Trinité-et-Tobago - Sainte-Lucie | 2-0   | Éliminatoires de la Coupe caribéenne des nations 2014 (2e tour) |

#### Bilan
Au 4 septembre 2018 :
- Total de matchs disputés : 6
- Victoires de Sainte-Lucie : 2
- Matchs nuls : 1
- Victoires de Trinité-et-Tobago : 3
- Total de buts marqués par Sainte-Lucie : 4
- Total de buts marqués par Trinité-et-Tobago : 12

### Saint-Vincent-et-les-Grenadines

#### Confrontations
Confrontations entre Trinité-et-Tobago et Saint-Vincent-et-les-Grenadines en matchs officiels, :
|    | Date             | Lieu           | Match                                               | Score | Compétition                                                       |
| -- | ---------------- | -------------- | --------------------------------------------------- | ----- | ----------------------------------------------------------------- |
| 1  | 18 novembre 1979 | Paramaribo     | Saint-Vincent-et-les-Grenadines - Trinité-et-Tobago | 2-1   | Coupe caribéenne des nations 1979 (tour final)                    |
| 2  | 19 octobre 1981  | San Juan       | Saint-Vincent-et-les-Grenadines - Trinité-et-Tobago | 0-2   | Coupe caribéenne des nations 1981 (tour final)                    |
| 3  | 24 février 1985  | Kingstown      | Saint-Vincent-et-les-Grenadines - Trinité-et-Tobago | 1-1   | Coupe caribéenne des nations 1985 (1er tour préliminaire)         |
| 4  | 21 mai 1993      | Montego Bay    | Trinité-et-Tobago - Saint-Vincent-et-les-Grenadines | 4-1   | Coupe caribéenne des nations 1993 (gr. B)                         |
| 5  | 30 juillet 1995  | George Town    | Saint-Vincent-et-les-Grenadines - Trinité-et-Tobago | 0-5   | Coupe caribéenne des nations 1995 (finale)                        |
| 6  | 2 juillet 2000   | Kingstown      | Saint-Vincent-et-les-Grenadines - Trinité-et-Tobago | 2-1   | Match amical                                                      |
| 7  | 18 août 2004     | Kingstown      | Saint-Vincent-et-les-Grenadines - Trinité-et-Tobago | 0-2   | Éliminatoires de la Coupe du monde 2006 (zone CONCACAF - 2e tour) |
| 8  | 17 novembre 2004 | Port-d'Espagne | Trinité-et-Tobago - Saint-Vincent-et-les-Grenadines | 2-1   | Éliminatoires de la Coupe du monde 2006 (zone CONCACAF - 2e tour) |
| 9  | 9 janvier 2005   | San Fernando   | Trinité-et-Tobago - Saint-Vincent-et-les-Grenadines | 3-1   | Coupe caribéenne des nations 2005 (tour préliminaire)             |
| 10 | 16 janvier 2005  | Kingstown      | Saint-Vincent-et-les-Grenadines - Trinité-et-Tobago | 1-0   | Coupe caribéenne des nations 2005 (tour préliminaire)             |
| 11 | 7 octobre 2006   | Port-d'Espagne | Trinité-et-Tobago - Saint-Vincent-et-les-Grenadines | 5-0   | Match amical                                                      |
| 12 | 2 novembre 2010  | San Fernando   | Trinité-et-Tobago - Saint-Vincent-et-les-Grenadines | 6-2   | Coupe caribéenne des nations 2010 (qualifications)                |
| 13 | 14 novembre 2012 | Bacolet        | Trinité-et-Tobago - Saint-Vincent-et-les-Grenadines | 1-1   | Coupe caribéenne des nations 2012 (qualifications)                |
| 14 | 25 mars 2016     | Kingstown      | Saint-Vincent-et-les-Grenadines - Trinité-et-Tobago | 2-3   | Éliminatoires de la Coupe du monde 2018 (zone CONCACAF, 4e tour)  |
| 15 | 29 mars 2016     | Port-d'Espagne | Trinité-et-Tobago - Saint-Vincent-et-les-Grenadines | 6-0   | Éliminatoires de la Coupe du monde 2018 (zone CONCACAF, 4e tour)  |
| 16 | 11 août 2019     | Georgetown     | Saint-Vincent-et-les-Grenadines - Trinité-et-Tobago | 1-0   | Match amical                                                      |

#### Bilan
Au 20 novembre 2019 :
- Total de matchs disputés : 16
- Victoires de Trinité-et-Tobago : 10
- Matchs nuls : 2
- Victoires de Saint-Vincent-et-les-Grenadines : 4
- Total de buts marqués par Trinité-et-Tobago : 42
- Total de buts marqués par Saint-Vincent-et-les-Grenadines : 15

### Salvador

#### Confrontations
Confrontations en matchs officiels entre le Salvador et Trinité-et-Tobago, :
|    | Date              | Lieu           | Match                        | Score | Compétition                                                       |
| -- | ----------------- | -------------- | ---------------------------- | ----- | ----------------------------------------------------------------- |
| 1  | 30 juillet 1989   | Port-d'Espagne | Trinité-et-Tobago - Salvador | 2-0   | Coupe des nations de la CONCACAF 1989 (tour final)                |
| 2  | 13 août 1989      | Tegucigalpa    | Salvador - Trinité-et-Tobago | 0-0   | Coupe des nations de la CONCACAF 1989 (tour final)                |
| 3  | 10 janvier 1996   | Anaheim        | Trinité-et-Tobago - Salvador | 2-3   | Gold Cup 1996 (gr. C)                                             |
| 4  | 21 janvier 1998   | San Salvador   | Salvador - Trinité-et-Tobago | 2-0   | Match amical                                                      |
| 5  | 7 juin 2007       | Carson         | Salvador - Trinité-et-Tobago | 2-1   | Gold Cup 2007 (gr. B)                                             |
| 6  | 17 octobre 2007   | San Salvador   | Salvador - Trinité-et-Tobago | 0-0   | Match amical                                                      |
| 7  | 19 mars 2008      | Tunapuna       | Trinité-et-Tobago - Salvador | 1-0   | Match amical                                                      |
| 8  | 14 août 2008      | Washington     | Salvador - Trinité-et-Tobago | 1-3   | Match amical                                                      |
| 9  | 11 février 2009   | San Salvador   | Salvador - Trinité-et-Tobago | 2-2   | Éliminatoires de la Coupe du monde 2010 : zone CONCACAF (4e tour) |
| 10 | 12 août 2009      | Port-d'Espagne | Trinité-et-Tobago - Salvador | 1-0   | Éliminatoires de la Coupe du monde 2010 : zone CONCACAF (4e tour) |
| 11 | 15 juillet 2013   | Harrison       | Salvador - Trinité-et-Tobago | 2-2   | Gold Cup 2013 (gr. B)                                             |
| 12 | 14 juillet 2021   | Frisco         | Trinité-et-Tobago - Salvador | 0-2   | Gold Cup 2021 (gr. A)                                             |
| 13 | 11 septembre 2023 | San Salvador   | Salvador - Trinité-et-Tobago | 2-3   | Ligue des nations de la CONCACAF 2023-2024                        |

#### Bilan
Au 11 septembre 2023 :
- Total de matchs disputés : 13
- Victoires du Salvador : 4
- Matchs nuls : 4
- Victoires de Trinité-et-Tobago : 5
- Total de buts marqués par le Salvador : 16
- Total de buts marqués par Trinité-et-Tobago : 17

### Slovénie
Confrontations entre Trinité-et-Tobago et la Slovénie :
|   | Date        | Lieu  | Match                        | Score | Compétition  |
| - | ----------- | ----- | ---------------------------- | ----- | ------------ |
| 1 | 31 mai 2006 | Celje | Slovénie - Trinité-et-Tobago | 3-1   | Match amical |

#### Bilan
Au 4 septembre 2018 :
- Total de matchs disputés : 1
- Victoires de Trinité-et-Tobago : 0
- Match nul : 0
- Victoires de la Slovénie : 1
- Total de buts marqués par Trinité-et-Tobago : 1
- Total de buts marqués par la Slovénie : 3

### Suède
Confrontations entre Trinité-et-Tobago et la Suède :
|   | Date             | Lieu           | Match                     | Score | Compétition                 |
| - | ---------------- | -------------- | ------------------------- | ----- | --------------------------- |
| 1 | 16 novembre 1983 | Port-d'Espagne | Trinité-et-Tobago - Suède | 0-5   | Match amical                |
| 2 | 10 juin 2006     | Dortmund       | Suède - Trinité-et-Tobago | 0-0   | Coupe du monde 2006 (gr. B) |

#### Bilan
Au 4 septembre 2018 :
- Total de matchs disputés : 2
- Victoires de Trinité-et-Tobago : 0
- Match nul : 1
- Victoires de la Suède : 1
- Total de buts marqués par Trinité-et-Tobago : 0
- Total de buts marqués par la Suède : 5

### Suriname et Guyane néerlandaise

#### Confrontations
Confrontations entre Trinité-et-Tobago et la Guyane néerlandaise puis le Suriname,  :
|    | Date              | Lieu           | Match                                   | Score     | Compétition                                                                       |
| -- | ----------------- | -------------- | --------------------------------------- | --------- | --------------------------------------------------------------------------------- |
| 1  | 6 août 1934       | Paramaribo     | Guyane néerlandaise - Trinité-et-Tobago | 3-3       | Match amical                                                                      |
| 2  | 1935              | Paramaribo     | Guyane néerlandaise - Trinité-et-Tobago | 0-3       | Match amical                                                                      |
| 3  | 1er janvier 1937  | Paramaribo     | Guyane néerlandaise - Trinité-et-Tobago | 3-3       | Match amical                                                                      |
| 4  | 4 janvier 1937    | Paramaribo     | Guyane néerlandaise - Trinité-et-Tobago | 2-2       | Match amical                                                                      |
| 5  | 7 janvier 1937    | Paramaribo     | Guyane néerlandaise - Trinité-et-Tobago | 4-4       | Match amical                                                                      |
| 6  | 16 juillet 1938   | Paramaribo     | Guyane néerlandaise - Trinité-et-Tobago | 0-3       | Match amical                                                                      |
| 7  | 18 juillet 1938   | Paramaribo     | Guyane néerlandaise - Trinité-et-Tobago | 3-0       | Match amical                                                                      |
| 8  | 20 juillet 1938   | Paramaribo     | Guyane néerlandaise - Trinité-et-Tobago | 0-1       | Match amical                                                                      |
| 9  | 12 mars 1948      | Paramaribo     | Guyane néerlandaise - Trinité-et-Tobago | 0-2       | Match amical                                                                      |
| 10 | 14 mars 1948      | Paramaribo     | Guyane néerlandaise - Trinité-et-Tobago | 0-0       | Match amical                                                                      |
| 11 | 16 mars 1948      | Paramaribo     | Guyane néerlandaise - Trinité-et-Tobago | 1-0       | Match amical                                                                      |
| 12 | 25 novembre 1950  | Port-d'Espagne | Trinité-et-Tobago - Guyane néerlandaise | 5-0       | Match amical                                                                      |
| 13 | 30 novembre 1950  | Port-d'Espagne | Trinité-et-Tobago - Guyane néerlandaise | 1-1       | Match amical                                                                      |
| 14 | 14 décembre 1955  | Paramaribo     | Guyane néerlandaise - Trinité-et-Tobago | 5-2       | Match amical                                                                      |
| 15 | 16 décembre 1955  | Paramaribo     | Guyane néerlandaise - Trinité-et-Tobago | 3-1       | Match amical                                                                      |
| 16 | 18 décembre 1955  | Paramaribo     | Guyane néerlandaise - Trinité-et-Tobago | 3-0       | Match amical                                                                      |
| 17 | 16 septembre 1962 | Port-d'Espagne | Trinité-et-Tobago - Guyane néerlandaise | 1-1       | Match amical                                                                      |
| 18 | 18 septembre 1962 | Port-d'Espagne | Trinité-et-Tobago - Guyane néerlandaise | 1-1       | Match amical                                                                      |
| 19 | 20 septembre 1962 | Port-d'Espagne | Trinité-et-Tobago - Guyane néerlandaise | 1-0       | Match amical                                                                      |
| 20 | 22 septembre 1962 | Port-d'Espagne | Trinité-et-Tobago - Guyane néerlandaise | 1-1       | Match amical                                                                      |
| 21 | 31 mars 1963      | Paramaribo     | Guyane néerlandaise - Trinité-et-Tobago | 3-1       | Match amical                                                                      |
| 22 | 2 avril 1963      | Paramaribo     | Guyane néerlandaise - Trinité-et-Tobago | 1-2       | Match amical                                                                      |
| 23 | 4 avril 1963      | Paramaribo     | Guyane néerlandaise - Trinité-et-Tobago | 4-3       | Match amical                                                                      |
| 24 | 7 février 1965    | Port-d'Espagne | Trinité-et-Tobago - Guyane néerlandaise | 4-1       | Qualifications pour la Coupe du monde 1966 (zone CONCACAF - 1er tour)             |
| 25 | 14 mars 1965      | Paramaribo     | Guyane néerlandaise - Trinité-et-Tobago | 6-1       | Qualifications pour la Coupe du monde 1966 (zone CONCACAF - 1er tour)             |
| 26 | 10 juin 1966      | Port-au-Prince | Trinité-et-Tobago - Guyane néerlandaise | 3-2       | Match amical                                                                      |
| 27 | 4 octobre 1970    | Paramaribo     | Guyane néerlandaise - Trinité-et-Tobago | 3-2       | Match amical                                                                      |
| 28 | 28 novembre 1972  | Port-d'Espagne | Trinité-et-Tobago - Guyane néerlandaise | 2-1       | Qualifications pour la Coupe du monde 1974 (zone CONCACAF - 1er tour)             |
| 29 | 30 novembre 1972  | San Fernando   | Guyane néerlandaise - Trinité-et-Tobago | 1-1       | Qualifications pour la Coupe du monde 1974 (zone CONCACAF - 1er tour)             |
| 30 | 23 novembre 1974  | Paramaribo     | Guyane néerlandaise - Trinité-et-Tobago | 0-0       | Match amical                                                                      |
| 31 | 25 novembre 1974  | Paramaribo     | Guyane néerlandaise - Trinité-et-Tobago | 2-1       | Match amical                                                                      |
| 32 | 22 décembre 1974  | Paramaribo     | Guyane néerlandaise - Trinité-et-Tobago | 2-3       | Match amical                                                                      |
| 33 | 14 novembre 1976  | Paramaribo     | Suriname - Trinité-et-Tobago            | 1-1       | Coupe des nations de la CONCACAF 1977 (qualifications)                            |
| 34 | 28 novembre 1976  | Port-d'Espagne | Trinité-et-Tobago - Suriname            | 2-2       | Coupe des nations de la CONCACAF 1977 (qualifications)                            |
| 35 | 18 décembre 1976  | Cayenne        | Suriname - Trinité-et-Tobago            | 3-2       | Coupe des nations de la CONCACAF 1977 (qualifications)                            |
| 36 | 18 septembre 1977 | Paramaribo     | Suriname - Trinité-et-Tobago            | 2-1       | Match amical                                                                      |
| 37 | 25 octobre 1978   | Port-d'Espagne | Suriname - Trinité-et-Tobago            | 1-0       | Coupe caribéenne des nations 1978 (tour final)                                    |
| 38 | 15 novembre 1979  | Paramaribo     | Suriname - Trinité-et-Tobago            | 3-0       | Coupe caribéenne des nations 1979 (tour final)                                    |
| 39 | 2 août 1981       | Paramaribo     | Suriname - Trinité-et-Tobago            | 1-1       | Coupe caribéenne des nations 1981 (qualifications)                                |
| 40 | 14 août 1981      | San Fernando   | Trinité-et-Tobago - Suriname            | 3-1       | Coupe caribéenne des nations 1981 (qualifications)                                |
| 41 | 27 juin 1982      | Port-d'Espagne | Trinité-et-Tobago - Suriname            | 2-3       | Match amical                                                                      |
| 42 | 5 mai 1985        | San Fernando   | Trinité-et-Tobago - Suriname            | 0-1       | Coupe caribéenne des nations 1985 (2e tour préliminaire)                          |
| 43 | 21 juin 1992      | Port-d'Espagne | Trinité-et-Tobago - Suriname            | 1-0       | Coupe caribéenne des nations 1992 (gr. A)                                         |
| 44 | 14 avril 1994     | Port-d'Espagne | Trinité-et-Tobago - Suriname            | 3-2 a. p. | Coupe caribéenne des nations 1994 (demi-finale)                                   |
| 45 | 26 mai 1996       | Palo Seco      | Trinité-et-Tobago - Suriname            | 3-0       | Coupe caribéenne des nations 1996 (gr. A)                                         |
| 46 | 28 novembre 2004  | Arima          | Trinité-et-Tobago - Suriname            | 1-0       | Coupe caribéenne des nations 2005 (tour préliminaire)                             |
| 47 | 16 novembre 2012  | Bacolet        | Trinité-et-Tobago - Suriname            | 3-0       | Coupe caribéenne des nations 2012 (qualifications)                                |
| 48 | 4 janvier 2017    | Couva          | Trinité-et-Tobago - Suriname            | 1-2 a. p. | Éliminatoires de la Coupe caribéenne des nations 2017 (barrages pour la 5e place) |

#### Bilan
Au 4 septembre 2018 :
- Total de matchs disputés : 48
- Victoires du Suriname : 18
- Matchs nuls : 14
- Victoires de Trinité-et-Tobago : 16
- Total de buts marqués par le Suriname : 80
- Total de buts marqués par Trinité-et-Tobago : 76

## T

### Taïwan

#### Confrontations
Confrontations en matchs officiels entre Taïwan et Trinité-et-Tobago :
|   | Date            | Lieu       | Match                      | Score | Compétition  |
| - | --------------- | ---------- | -------------------------- | ----- | ------------ |
| 1 | 27 juillet 2002 | Basseterre | Trinité-et-Tobago - Taïwan | 0-1   | Match amical |

#### Bilan
Au 4 septembre 2018 :
- Total de matchs disputés : 1
- Victoires de Taïwan : 1
- Matchs nuls : 0
- Victoires de Trinité-et-Tobago : 0
- Total de buts marqués par Taïwan : 1
- Total de buts marqués par Trinité-et-Tobago : 0

### Tchéquie

#### Confrontations
Confrontations entre Trinité-et-Tobago et la Tchéquie en matchs officiels.
|   | Date        | Lieu   | Match                        | Score | Compétition  |
| - | ----------- | ------ | ---------------------------- | ----- | ------------ |
| 1 | 3 juin 2006 | Prague | Tchéquie - Trinité-et-Tobago | 3-0   | Match amical |

#### Bilan
Au 4 septembre 2018 :
- Total de matchs disputés : 1
- Victoires de la Tchéquie : 1
- Matchs nuls : 0
- Victoires de Trinité-et-Tobago : 0
- Total de buts marqués par la Tchéquie : 3
- Total de buts marqués par Trinité-et-Tobago : 0

### Thaïlande
Confrontations entre Trinité-et-Tobago et la Thaïlande :
|   | Date            | Lieu       | Match                         | Score | Compétition  |
| - | --------------- | ---------- | ----------------------------- | ----- | ------------ |
| 1 | 10 juillet 2004 | Bangkok    | Thaïlande - Trinité-et-Tobago | 3-2   | Match amical |
| 2 | 14 octobre 2018 | Suphanburi | Thaïlande - Trinité-et-Tobago | 1-0   | Match amical |

#### Bilan
Au 17 octobre 2018 :
- Total de matchs disputés : 1
- Victoires de la Thaïlande : 2
- Matchs nuls : 0
- Victoires de Trinité-et-Tobago : 0
- Total de buts marqués par la Thaïlande : 4
- Total de buts marqués par Trinité-et-Tobago : 2

## U

### Uruguay

#### Confrontations
Confrontations entre Trinité-et-Tobago et l'Uruguay en matchs officiels :
|   | Date        | Lieu       | Match                       | Score | Compétition  |
| - | ----------- | ---------- | --------------------------- | ----- | ------------ |
| 1 | 27 mai 2016 | Montevideo | Uruguay - Trinité-et-Tobago | 3-1   | Match amical |

#### Bilan
Au 4 septembre 2018 :
- Total de matchs disputés : 1
- Victoires de l'Uruguay : 1
- Victoires de Trinité-et-Tobago : 0
- Matchs nuls : 0
- Total de buts marqués par l'Uruguay : 3
- Total de buts marqués par Trinité-et-Tobago : 1

## V

### Venezuela

#### Confrontations
Confrontations entre Trinité-et-Tobago et le Venezuela en matchs officiels :
|   | Date             | Lieu           | Match                         | Score | Compétition  |
| - | ---------------- | -------------- | ----------------------------- | ----- | ------------ |
| 1 | 13 novembre 1971 | Caracas        | Venezuela - Trinité-et-Tobago | 1-0   | Match amical |
| 2 | 5 janvier 1996   | Port-d'Espagne | Trinité-et-Tobago - Venezuela | 0-0   | Match amical |
| 3 | 7 janvier 1996   | Port-d'Espagne | Trinité-et-Tobago - Venezuela | 0-0   | Match amical |
| 4 | 30 avril 2003    | San Cristóbal  | Venezuela - Trinité-et-Tobago | 3-0   | Match amical |
| 5 | 3 juillet 2003   | Port-d'Espagne | Trinité-et-Tobago - Venezuela | 2-2   | Match amical |
| 6 | 14 octobre 2019  | Caracas        | Venezuela - Trinité-et-Tobago | 2-0   | Match amical |

#### Bilan
Au 3 novembre 2019 :
- Total de matchs disputés : 6
- Victoires du Venezuela : 3
- Matchs nuls : 3
- Victoires de Trinité-et-Tobago : 0
- Total de buts marqués par le Venezuela : 8
- Total de buts marqués par Trinité-et-Tobago : 2